# Donatello
Pour les articles homonymes, voir Donatello (homonymie).
 (juillet 2022).
Donato di Niccolò di Betto Bardi, dit Donatello (Florence, v. 1386 - Florence, 13 décembre 1466), est un sculpteur florentin.
Son œuvre est prolixe et variée ; Giorgo Vasari dira qu'après sa mort « tous ceux qui travaillèrent en relief purent se dire avoir été de ses élèves ». Il est, selon Leon Battista Alberti, un des cinq rénovateurs de l'art de son époque avec Masaccio, Brunelleschi, Ghiberti et Luca Della Robbia.

## Biographie

### Contexte historique
La période durant laquelle Donatello est né et a exercé est marquée par profonde émulation artistique et culturelle. A Florence, au XVe siècle, on observa un regain d’intérêt pour la culture grecque et romaine dont la majorité des œuvres conservées à cette époque étaient des sculptures et des bas-relief. L'essor du commerce et des banques florentines (notamment la banque familiale des Médicis) permit un mécénat important qui profita aux sculpteurs et aux architectes, alors chargés de décorer la ville et ses édifices. La rivalité entre les mécènes et entre les artistes accéléra le développement artistique et les évolutions stylistiques. Certains des plus grands artistes italiens furent donc contemporains de Donatello : Brunelleschi, Masaccio, Fra Angelico ou encore Ghiberti. L’atmosphère inédite de liberté encouragea les artistes à explorer de nouvelles techniques telles que la peinture à l'huile ou la perspective géométrique.

### Jeunesse et formation
Donato di Niccolò di Betto Bardi, dit Donatello, fils d’un cardeur de laine, naquit à Florence, en 1386. Il effectua un séjour à Pistoia qui pourrait être en rapport avec l’activité de Brunelleschi dans cette ville, qui l’a sans doute formé à l’orfèvrerie et qui est devenu son ami. Vasari souligne l’émulation qui existait entre les deux artistes qui sont partis ensemble à Rome vers 1402 pour étudier la sculpture et l’architecture antiques. Il travailla entre 1404 et 1407, comme compagnon dans l’atelier de Ghiberti qui se consacrait alors à sa première porte du baptistère. Ghiberti lui communiqua sa technique de fusion du bronze et l'initia à l'art du bas-relief.

### Les débuts

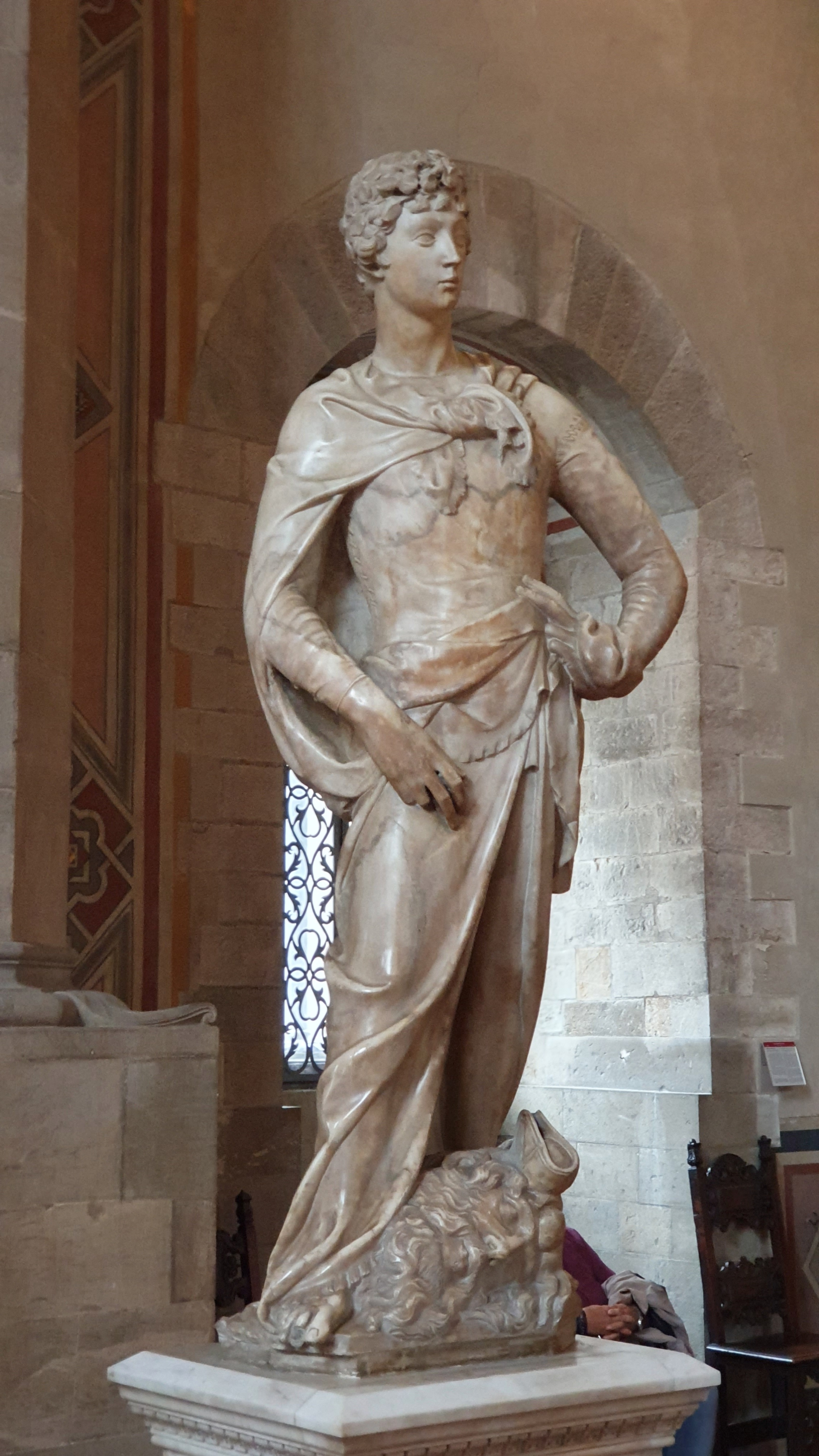
David (vers 1408-1409), marbre, 191 x 57,5 x 32 cm, Museo nazionale del Bargello, Florence

La première œuvre certaine de Donatello est un David en marbre (1408-1409) encore marquée par le style gothique malgré un contrapposto qui cherche à mettre en mouvement la sculpture. Au cours des années suivantes, il réalisa de nombreuses statues en marbre, terre cuite, bronze et bois pour des clients résidant avant tout à Florence. Il a ainsi sculpté pour orner la façade de Orsanmichele d'un Saint Georges avec son socle (vers 1417),, et celle de la cathédrale Santa Maria di Fiore d'un Saint Jean l’Evangéliste assis (1408-1415), deux sculptures montrant exemplairement la volonté de s’émanciper du hiératisme de l'art gothique pour arriver à davantage de réalisme. Le bas-relief qui décore le socle de Saint Georges est le premier bas-relief en marbre connu du sculpteur où l’on retrouve mobilisée la perspective géométrique inventée par Brunelleschi pour les dessins d’architecture. Ce relievo schiacciato donne une impression de profondeur suggérant une « sorte d’éclairage interne et d’atmosphère ».

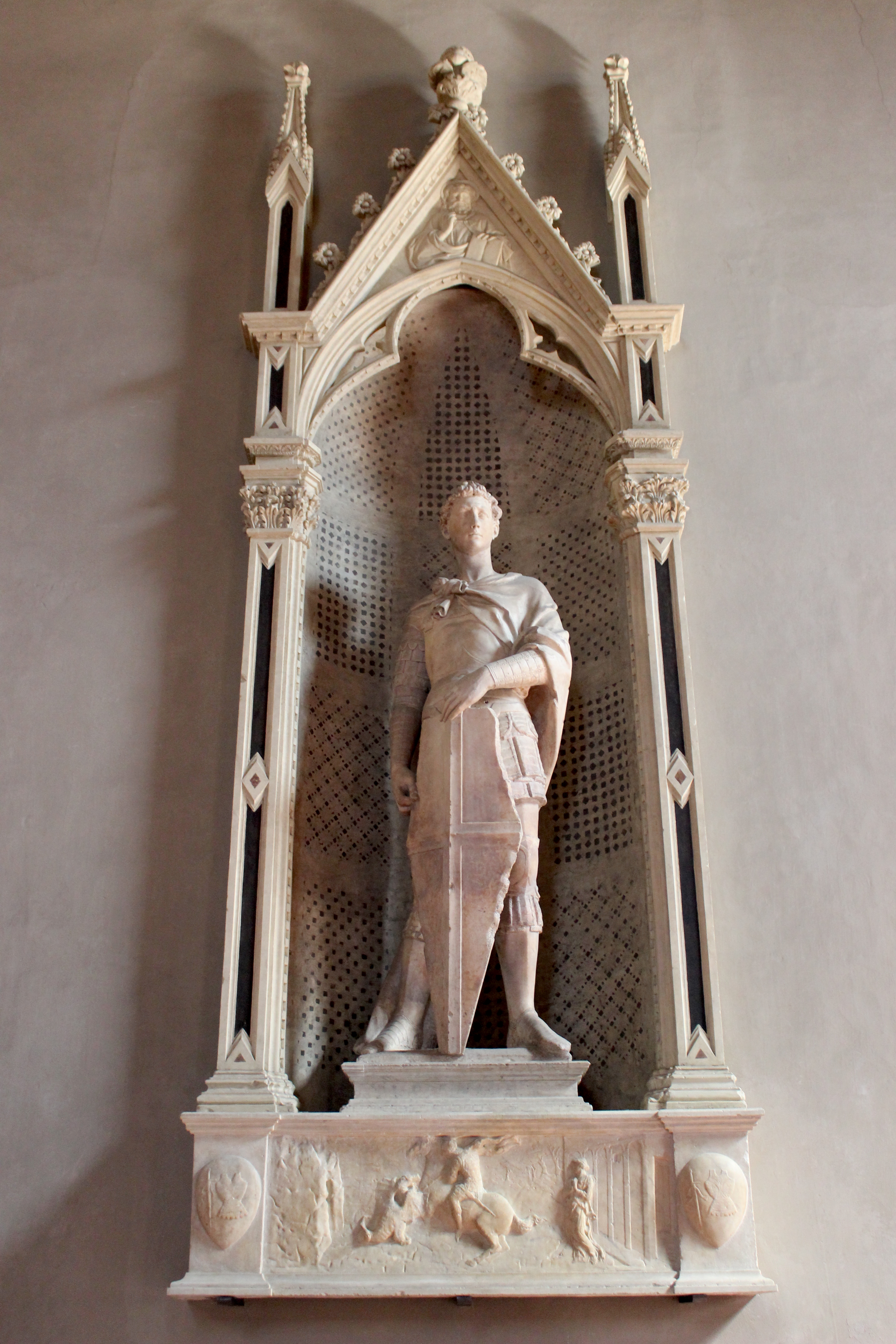
Saint Georges, vers 1417, marbre, 209 x 67cm, Museo Nazionale del Bargello, Florence

Directement après le Saint Georges, Donatello reçut la commande de cinq prophètes en marbre pour décorer la façade du Campanile,. Le prophète Jérémie est le dernier achevé en 1436 ; on retrouve - comme dans les quatre autres prophètes – une forte influence de la statuaire romaine. Les drapés de son vêtement tombent en formant de lourds plis comme sur une toge antique et l'expression du prophète rappelle, par sa gravité, les statues des orateurs romains.
Tout en travaillant à la fabrication des prophètes destinés au Campanile, Donatello, déjà célèbre à Florence et en Italie, reçut différentes commandes dont le Saint Louis de Toulouse, qui est sa première sculpture en bronze pour une niche de la façade d’Orsanmichele (1421-1425). La sculpture a été fondue en plusieurs pièces assemblées ultérieurement, technique qui permit un travail approfondi sur le modelage des drapés. Ces derniers semblent faits avec un tissu épais et résistant, qui, par opposition avec les drapés gothiques, n'épousent pas la ligne du corps. À partir de 1423 il reçoit ses premières commandes en dehors de Florence : le bas-relief en bronze représentant le Festin d’Hérode (1423-1427) ainsi qu’une Allégorie de la Foi (1427-1428) et une de l’Espérance (1427-1429) pour les fonts baptismaux de Sienne.

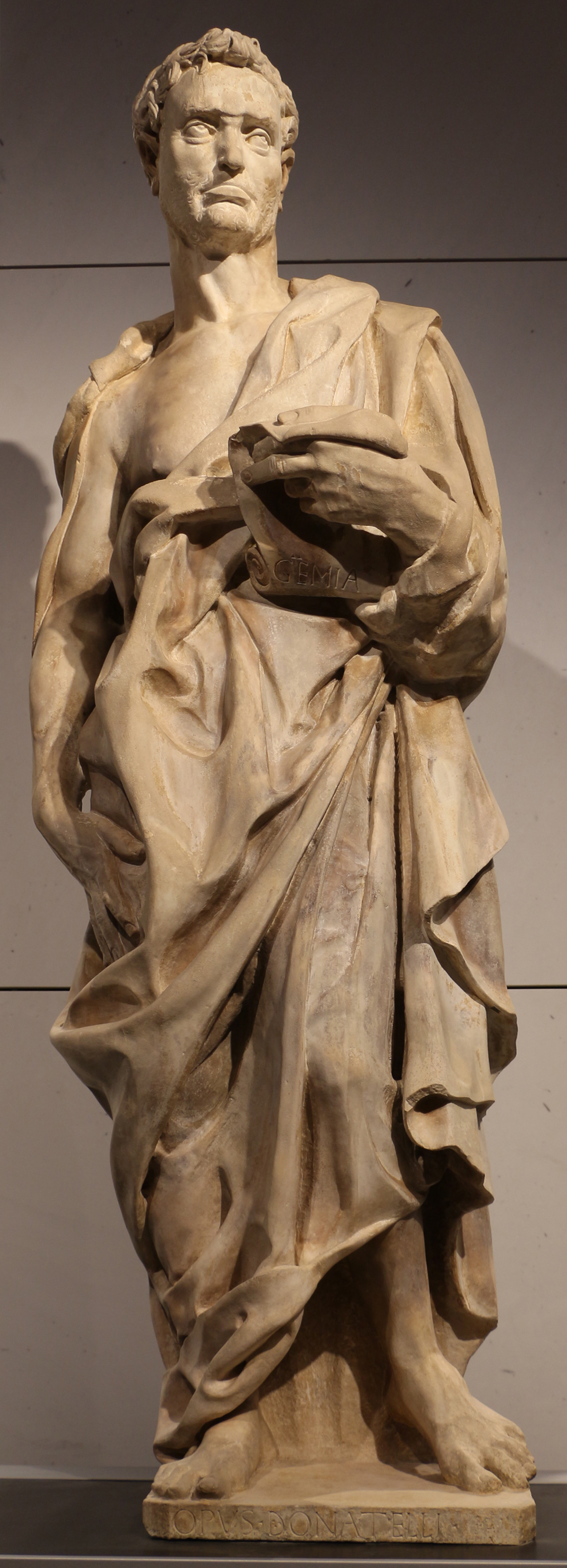
Le prophète Jérémie, vers 1423-1436, marbre, 191 x 45 x 45cm, Museo dell'Opera del Duomo, Florence
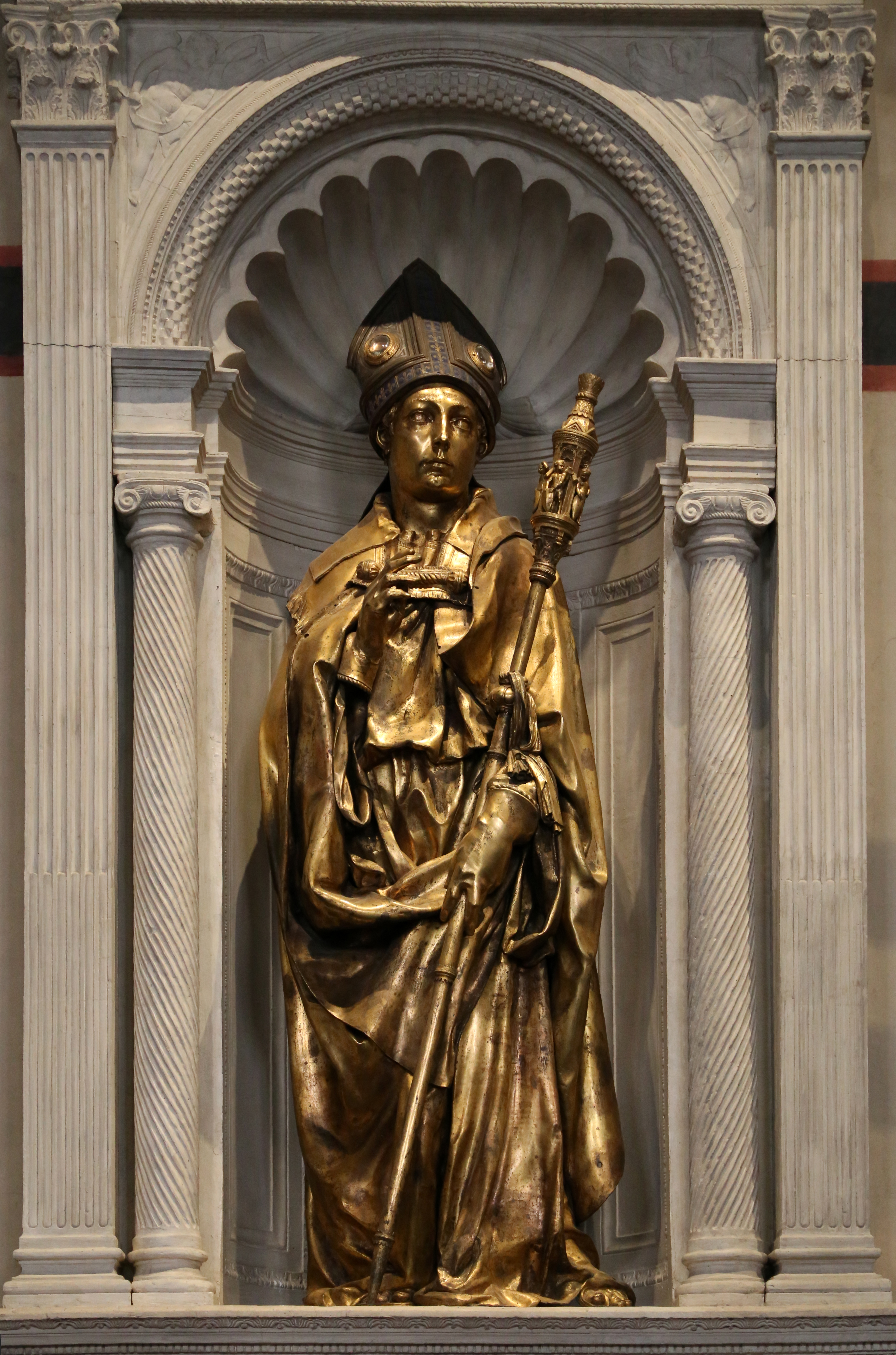
Saint Louis de Toulouse, vers 1421-1425, bronze doré, 226 x 85 cm, Museo dell'Opera di Santa Croce, Florence
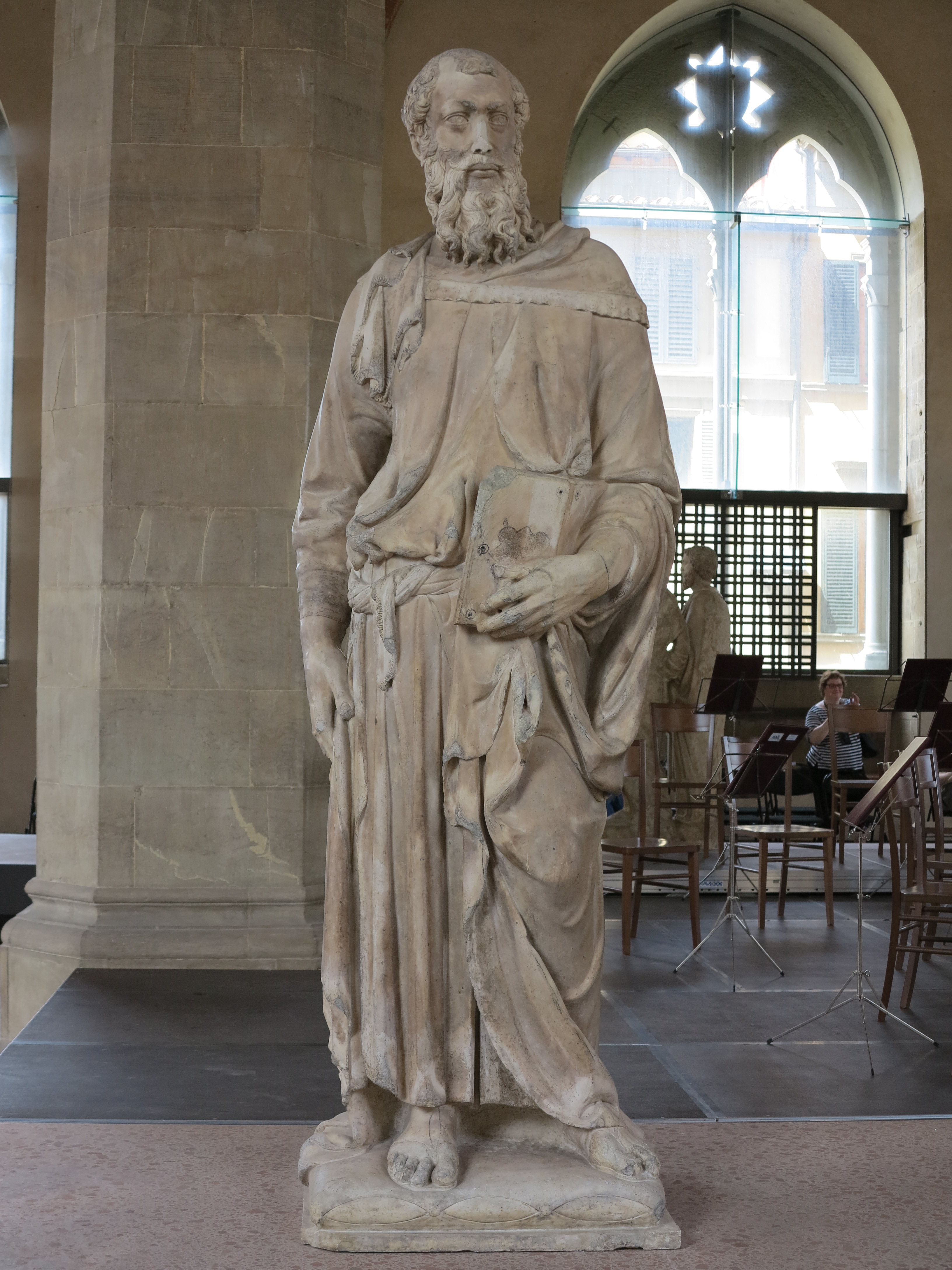
Saint Marc (1411) marbre de 236 cm,Orsanmichele, Florence.

### Collaboration avec Michelozzo

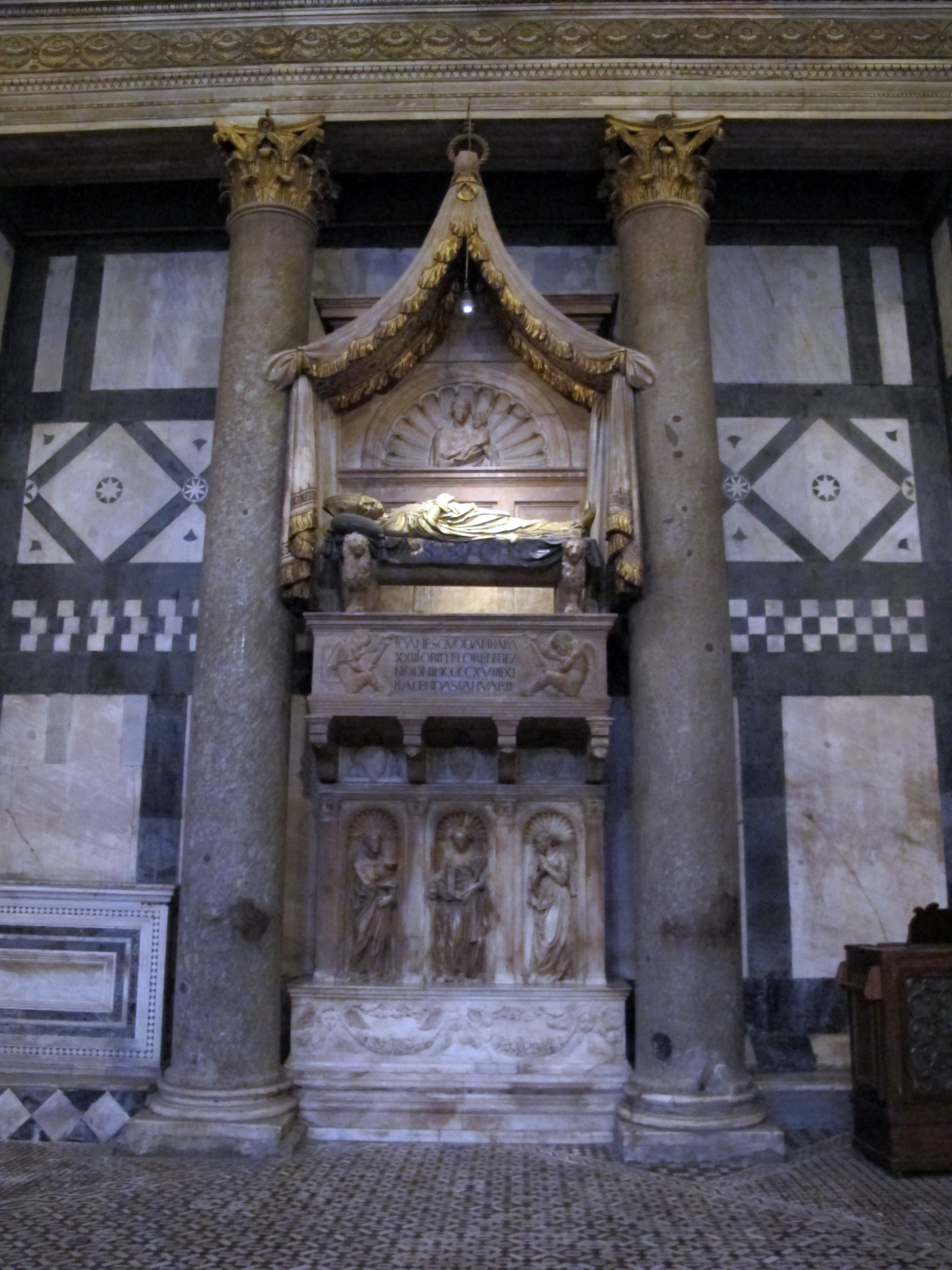
Monument funéraire de l'antipape Baldassare Coscia, vers 1422-1428, marbre (partiellement polychrome) et bronze doré, 713 x 200 x 213 cm, Baptistère de Florence

Dès 1425, Donatello avait établi une collaboration avec Michelozzo qui dura jusqu’à la fin des années trente et avec lequel il réalisa de nombreux projets d’envergure. Son ancien élève Michelozzo, outre qu’il était un expert de la fonte du bronze, ayant travaillé avec Ghiberti sur son Saint Matthieu, était un bon gestionnaire ; il se chargea des tâches liées à la vie quotidienne de Donatello, qui manifestait une certaine répugnance. De cette collaboration, naquirent de grands monuments funéraires en marbre et en bronze, où l'on peut voir des innovations stylistiques majeures d’un point de vue architectural comme sculptural.

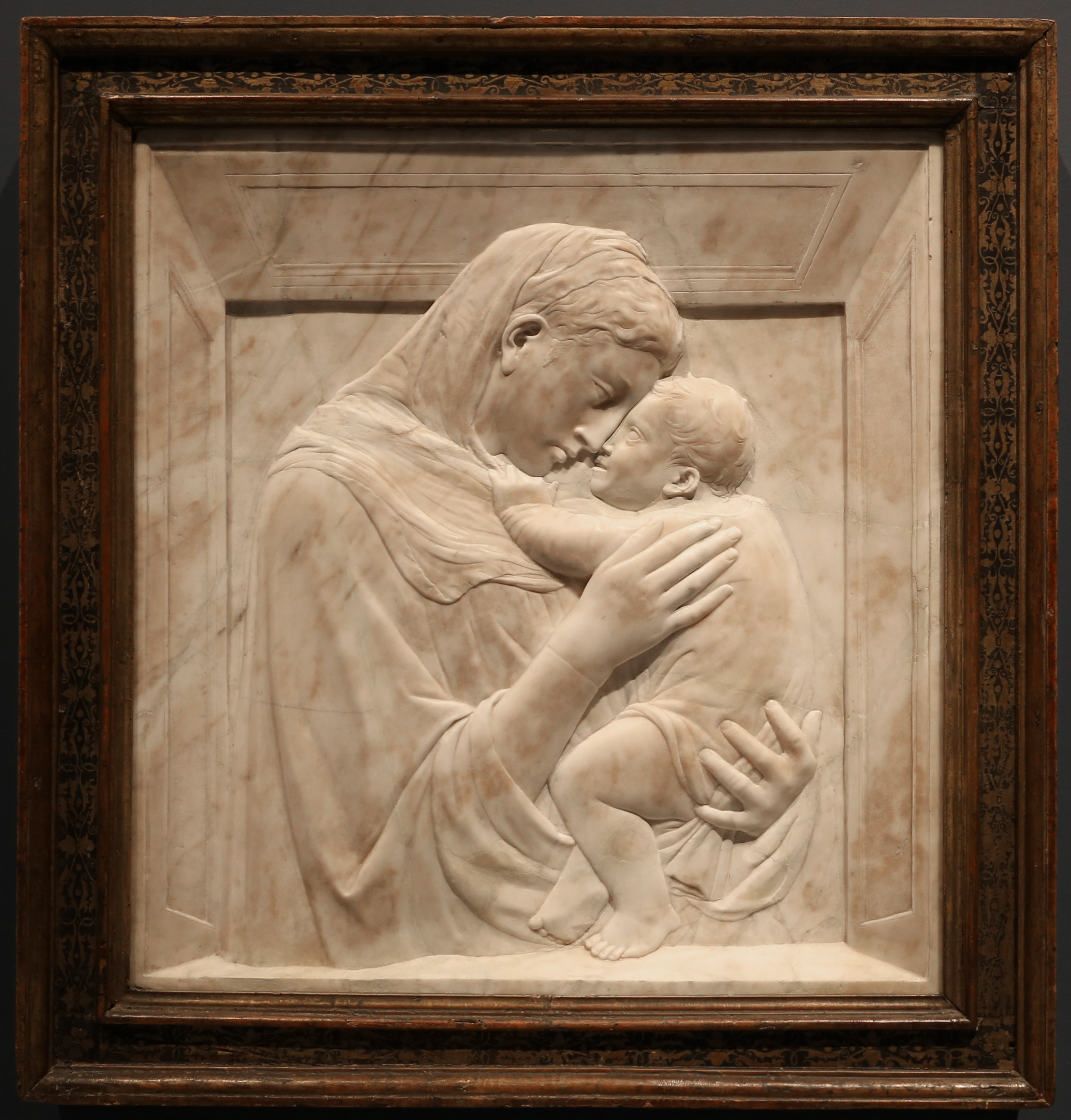
Madone Pazzi, entre 1425 et 1430, marbre 74,5 x 69,5 cm, Berlin

Le Monument funéraire de l’antipape Baldassare Coscia (vers 1422-1428), par exemple, mesure plus de sept mètres de haut et s’insère entre deux colonnes du Baptistère de Florence. Il est surmonté par un baldaquin avec des rideaux de marbres qui semblent accrochés aux colonnes. Cette mise en scène est assez novatrice et sera souvent reprise dans d'autres monuments funéraires du Quattrocento,. Le corps du défunt en bronze doré témoigne d’une très grande dextérité dans la fonte et le travail du métal. Les deux artistes réalisèrent d’autres projets de grande ampleur, comme le Monument funéraire pour le cardinal Rainaldo Brancacci à Naples (vers 1426-1428), reprenant la mise en scène théâtrale du sarcophage entre des colonnes découverts de part et d’autre par des rideaux en marbre,. De cette époque, datent de nombreux bas-reliefs où l’on remarque une très grande virtuosité dans le rilievo schiacciato, dans l'impression de douceur que donne la finition des œuvres, ainsi que dans l’expression des émotions. La Madone Pazzi est un des exemples de cette virtuosité (entre 1425 et 1430).
Après un voyage à Rome (vers 1431 jusqu’à 1433), on perd toute trace d’association entre les deux artistes, Michelozzo se tournera davantage vers l’architecture.

### Les années trente, la période de la maturité
La décennie de 1430 fut sans doute la période la plus productive de la carrière de Donatello. Aux derniers prophètes pour le Campanile, s’ajoutent la chaire extérieure de la cathédrale de Prato (finie en 1438) et La tribune des chantres de la cathédrale de Florence.
Ces deux œuvres sont ornées de bas-reliefs représentant des putti chantant et dansant. On observe des solutions innovantes pour donner un mouvement d’ensemble à la fresque malgré la contrainte des panneaux particuliers,. Sur les bas-reliefs de la Chaire du dôme de Prato, les membres de certains personnages sont coupés au niveau des colonnes séparant les différents panneaux, pour donner l'impression que les personnages se trouvent derrière celles-ci, comme si tous les panneaux de la chaire ne représentaient qu'une seule scène. La frise de la Cantoria de Florence, quant à elle, est faite avec deux longs blocs de marbre. L’espace est divisé en quatre zones par des colonnettes mais celles-ci sont indépendantes et passent devant le bas-relief. Les anges se disposent sur deux plans, ceux du premier plan allant vers la gauche et ceux du deuxième vers la droite, donnant un effet de farandole qui illustre le Psaume 150 tout en rappelant la frénésie des fresques à motifs bachiques que l'on trouvent sur certains sarcophages romains,.

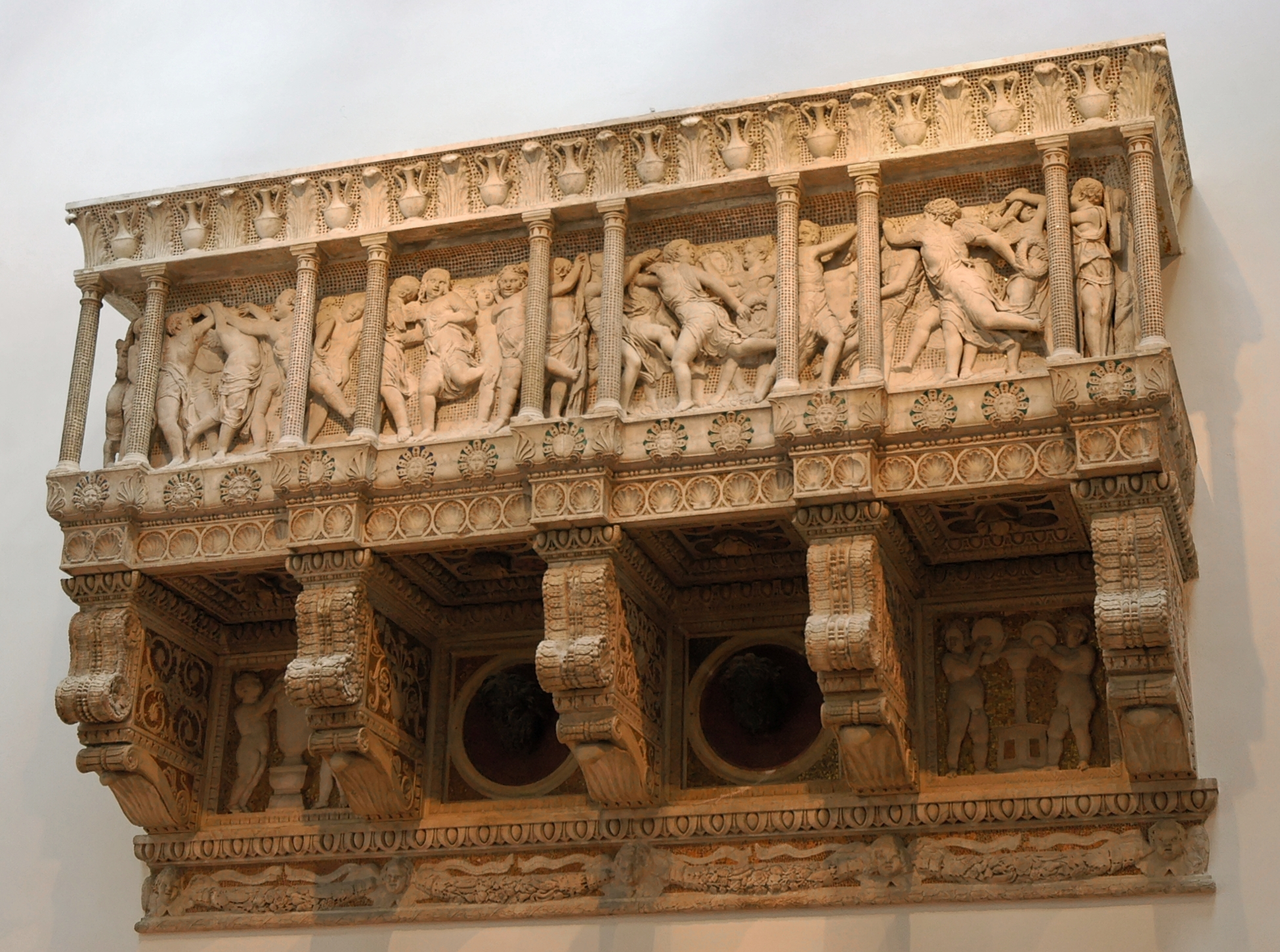
Cantoria - Museo dell'Opera del Duomo, Florence.
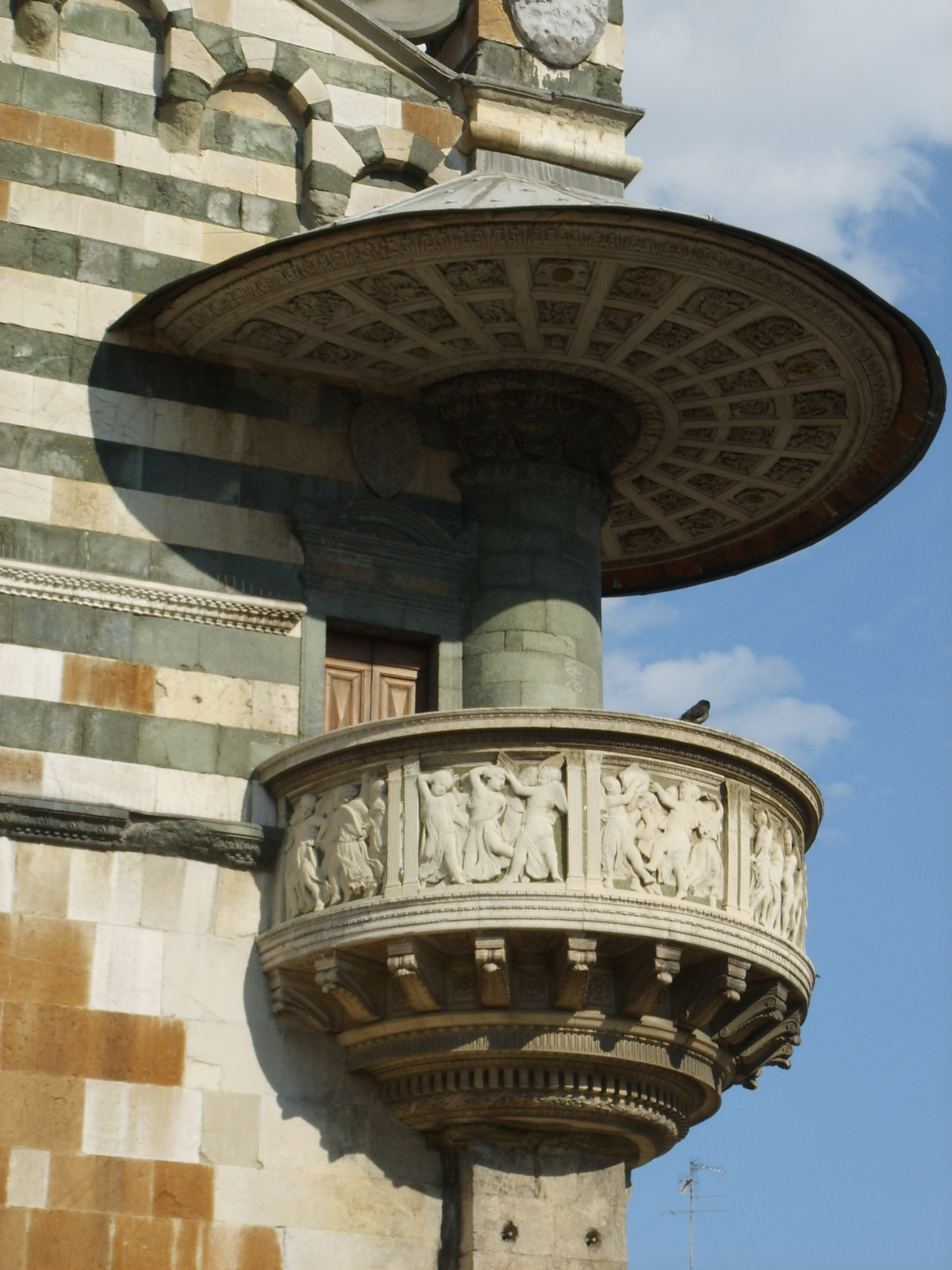
Chaire extérieure de Prato.

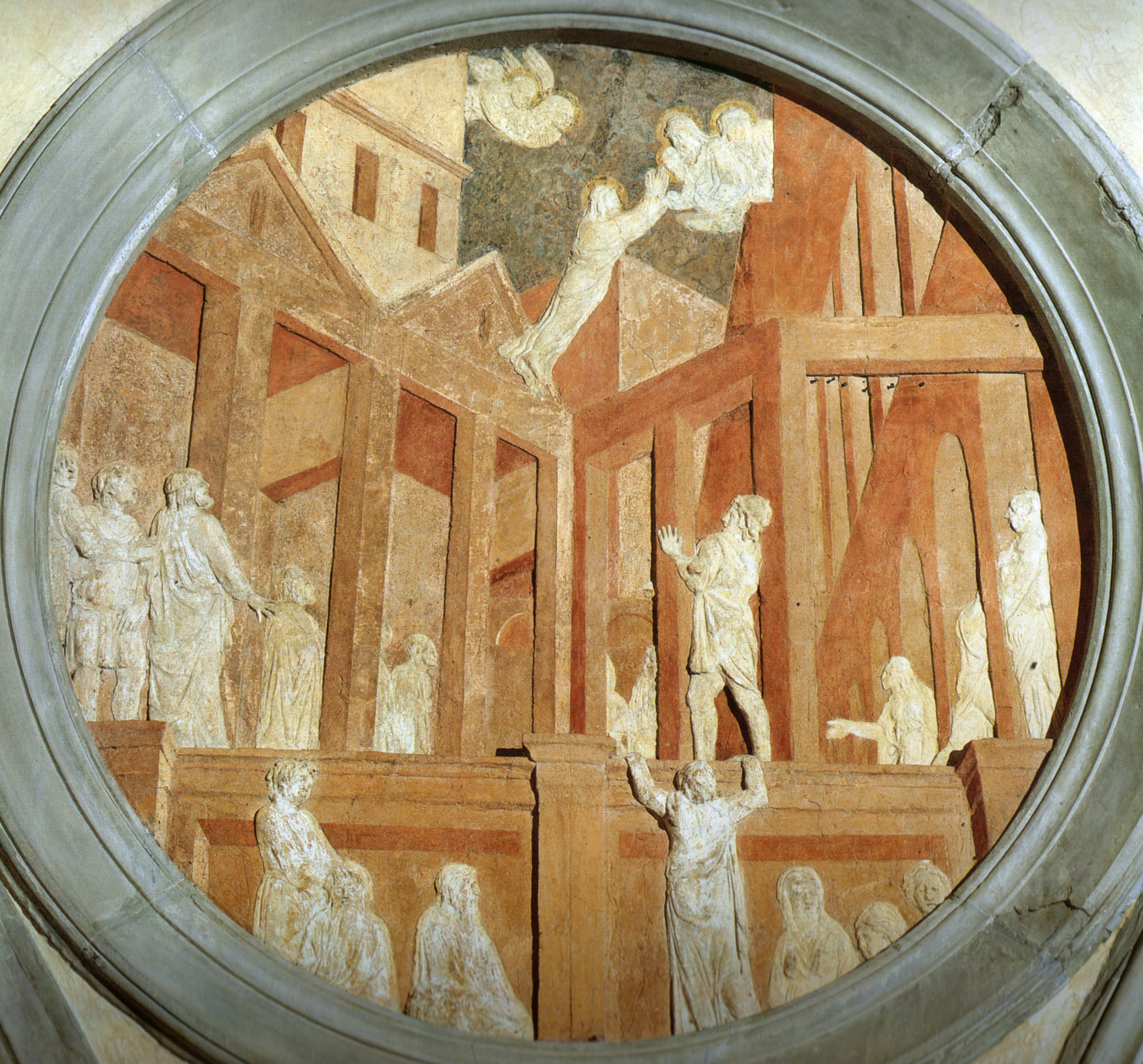
L'Ascencion de saint Jean, 1434-1443, stuc (polychrome) diamètre : 215cm, San Lorenzo, Florence.

Durant toute la deuxième moitié de la décennie, après le retour d’exil de Cosme, les Médicis semblent avoir été les mécènes de Donatello et lui ont confié de nombreux travaux d’envergure,. Vasari raconte que Cosme de Medicis est devenu un grand ami du sculpteur qui l’a soutenu toute sa vie,. On compte parmi ces commandes la décoration de la vieille Basilique San Lorenzo avec des bas-reliefs en stuc polychrome (entre 1437 et 1443) qui témoignent autant d’une réflexion sur la représentation de l’architecture et que de réflexions sur une nouvelle architecture all'antica,. Donatello réalisa aussi deux portes en bronze pour la sacristie,. Les analyses stylistiques font dater de cette période certaines des sculptures célèbres du maître, ayant appartenu aux collections privées des Médicis comme le David en bronze (vers 1440),, l'Annonciation Cavalcanti (vers 1435) ou un bas-relief en marbre représentant la danse de Salomé (vers 1435).

### Le voyage à Padoue (1443-1453)
En 1443, Donatello quitta Florence pour s’installer à Padoue. La réalisation de très grands ensembles en bronze dans cette ville est sans doute une des causes de ce départ,. Il y réalisa un Crucifix de bronze (vers 1444) pour la basilique Sant’Antonio de Padoue, avant de recevoir la commande du nouveau maître-autel pour cette même basilique :

« Il s’agissait là pour Donatello de son plus grand défi. (…) C’est la première fois qu’un autel comparable fut exécuté en grande partie dans cette technique coûteuse (le bronze). (…) On sait que Donatello eut au moins cinq assistants dont les noms étaient : Urbano da Cortona, Giovanni da Pisa, Antonio Chellini, Francesco del Valente et le peintre Niccolò da Pizzolo. (…) Les derniers travaux furent entrepris sans doute en 1477, bien après que Donatello eut quitté Padoue (…) Sous les sept statues principales de l’autel (une Vierge à l’enfant et six Saints), le programme iconographique se complétait par un grand nombre de bas-reliefs : quatre panneaux montrant les Symboles des Evangelistes, dix autres des Anges musiciens ; un bas relief en bronze du Christ mort soutenu par deux chérubins, un bas-relief en grès calcaire avec la Mise au tombeau du Christ. Enfin quatre bas reliefs horizontaux portes des épisodes centraux de la vie de saint Antoine. »

L’ensemble a été démonté dès 1579, et même si les parties en bronze ont été conservées, on ne connaît pas leur agencement original. Donatello accordait cependant une attention particulière « aux rapports entre figures et espace et entre les éléments sculpturaux et architectoniques. », La finition et le modelage « est presque « impressionniste » dans son manque de détail. ». Il est possible d'y voir des expérimentations du maître sur le non finito, c'est-à-dire le fait de laisser certaines parties des sculptures ou des bas-reliefs imparfaits pour améliorer la lisibilité et l'expressivité de l'ensemble.

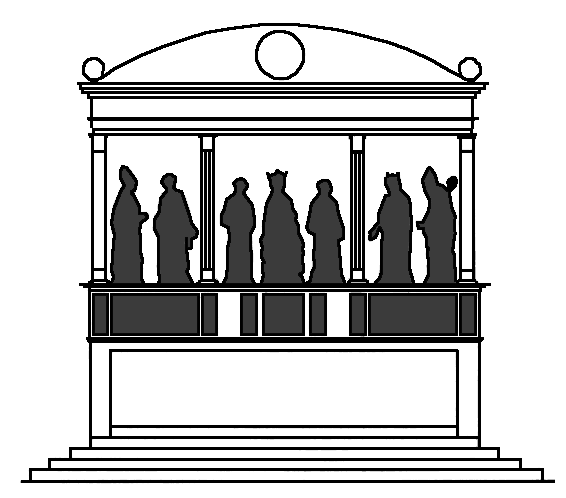
Reconstitution hypothétique de l'agencement original du maître-autel de Sant'Antonio de Padoue
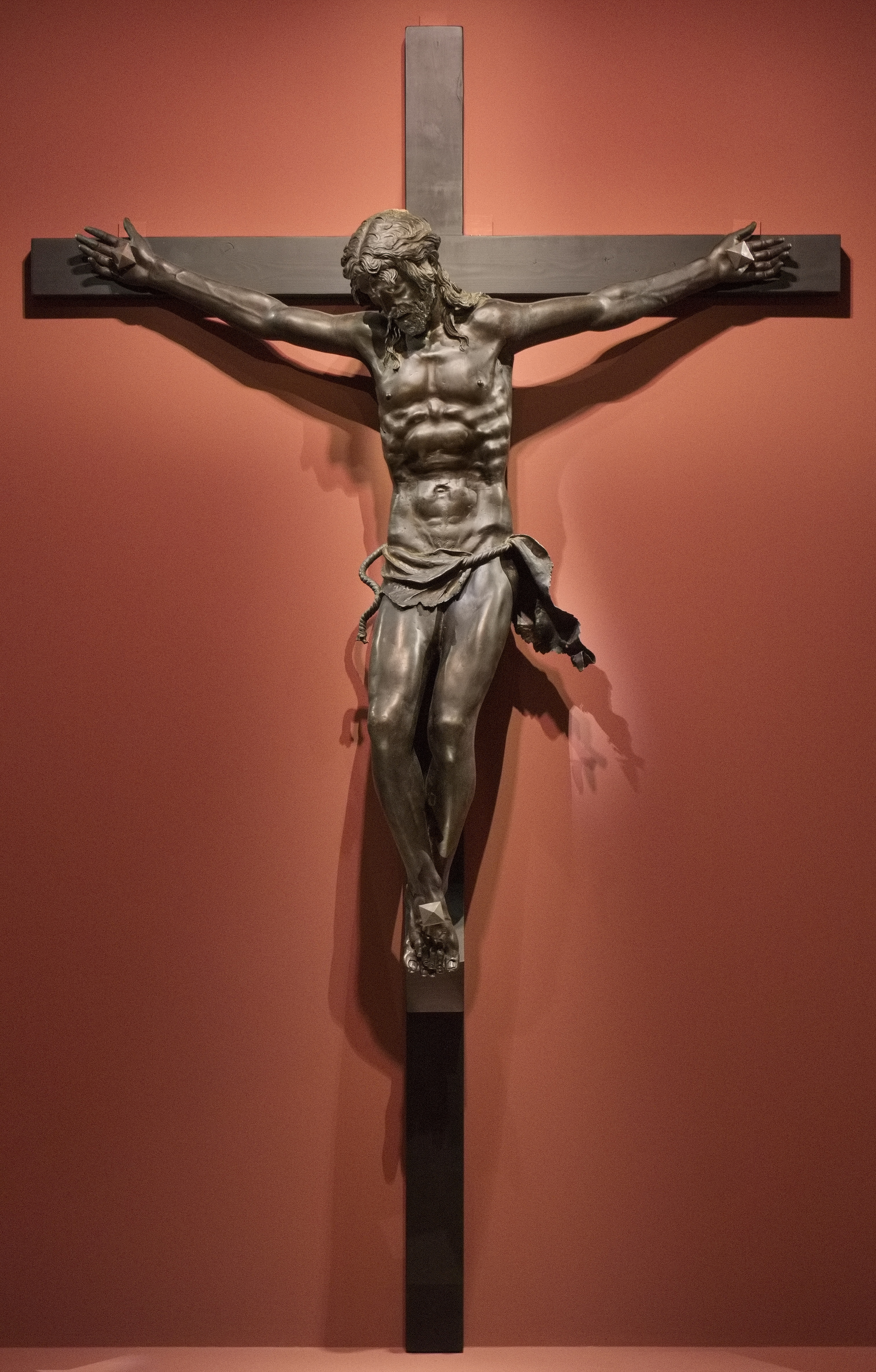
Crucifix, vers 1444, bronze, 180 x 160cm
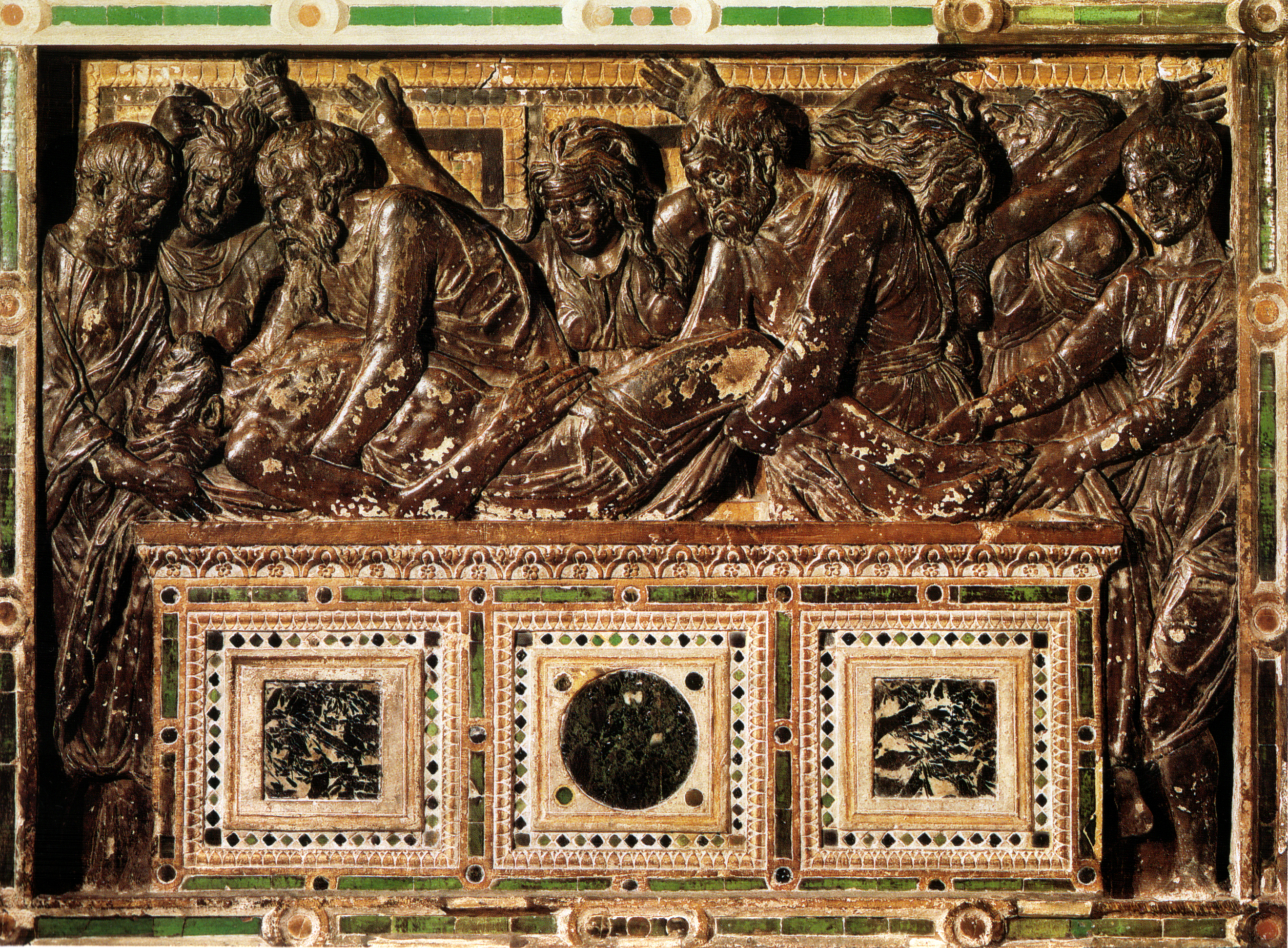
Mise au tombeau, après 1446, Calcaire, 138 x 188 cm
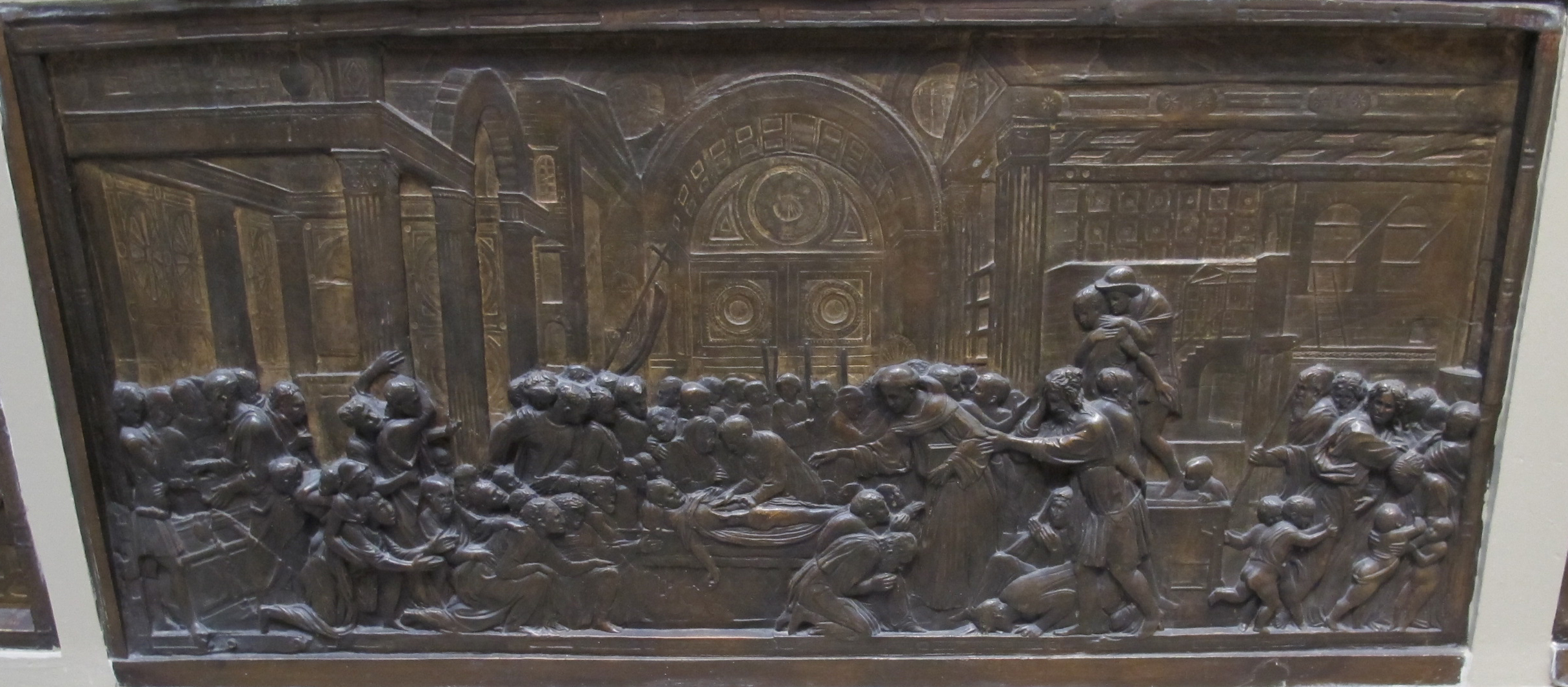
Le miracle du coeur de l'avare, après 1446, Bronze 57 x 123cm
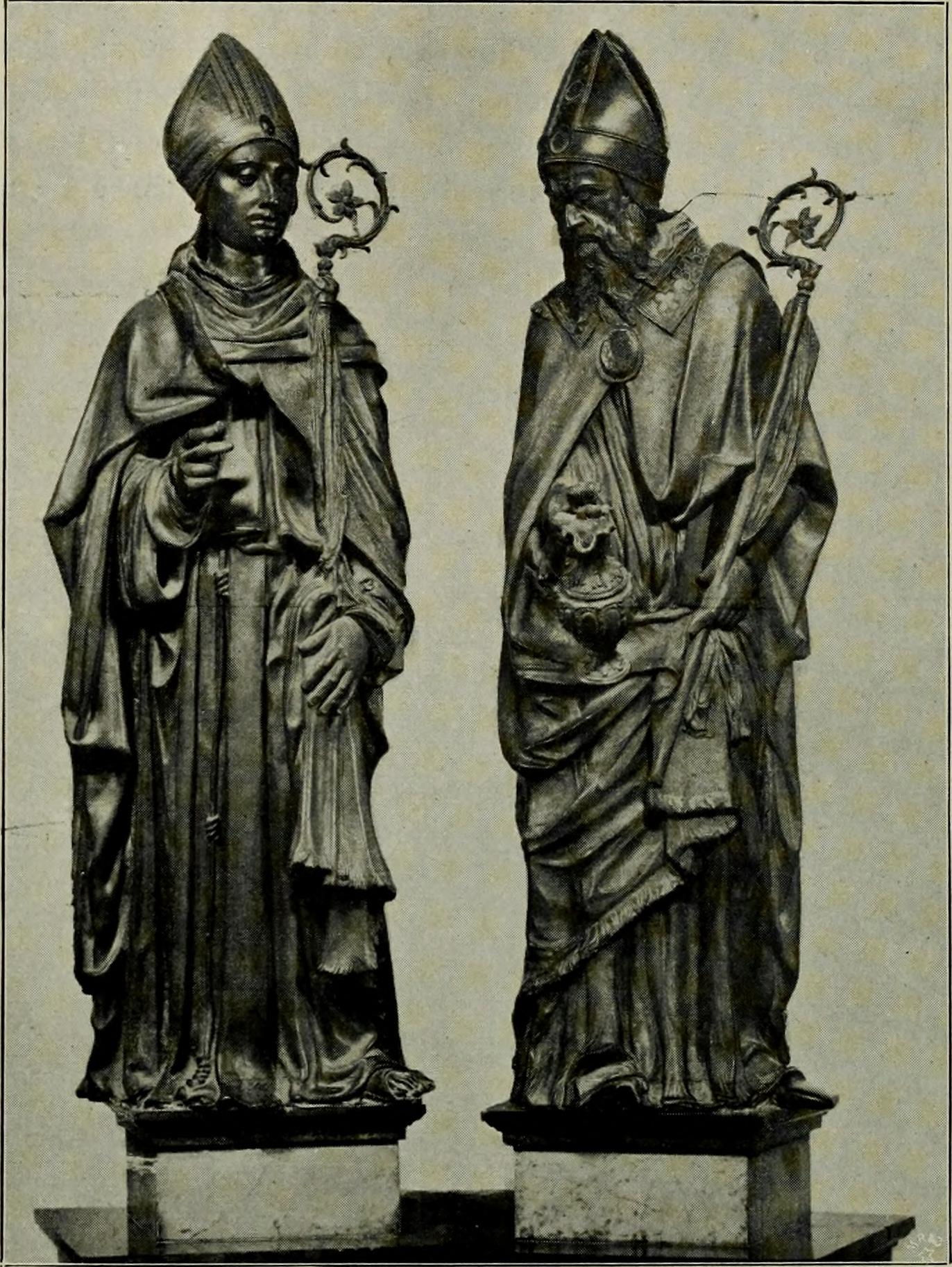
Saint Louis de Toulouse (à gauche) et Saint Prosdocime (à droite), après 1446, bronze, 163cm

Il réalisa aussi à Padoue la statue équestre du condottiere Guattamelata (vers 1446-1453) qui inaugure une nouvelle tradition de la statue équestre qui dura jusqu’au XIXe siècle et parmi laquelle on trouve celle de Bartolomeo Colleoni par Andrea Verrochio à Venise (1480-1488). Le monument équestre est manifestement inspiré de la Statue équestre de Marc Aurèle. Cependant, l’attention portée aux détails de l’armure et de la selle montre que l’influence gréco-romaine est en permanence remobilisée pour faire des figures modernes, le sculpteur ne semble pas chercher à produire une imitation archéologique. On peut aussi y voir une volonté de s’inspirer de l’art antique pour dépasser la stylisation gothique des personnages et pour chercher à produire des corps idéaux, figures « d’équilibre et d’harmonie par les proportions et les poses classiques ». On observe aussi des tentatives d’exploitation de différents aspects de l’art romain pour obtenir des effets de drame et un certain « expressionnisme ».

### Les dernières années (1454-1466)

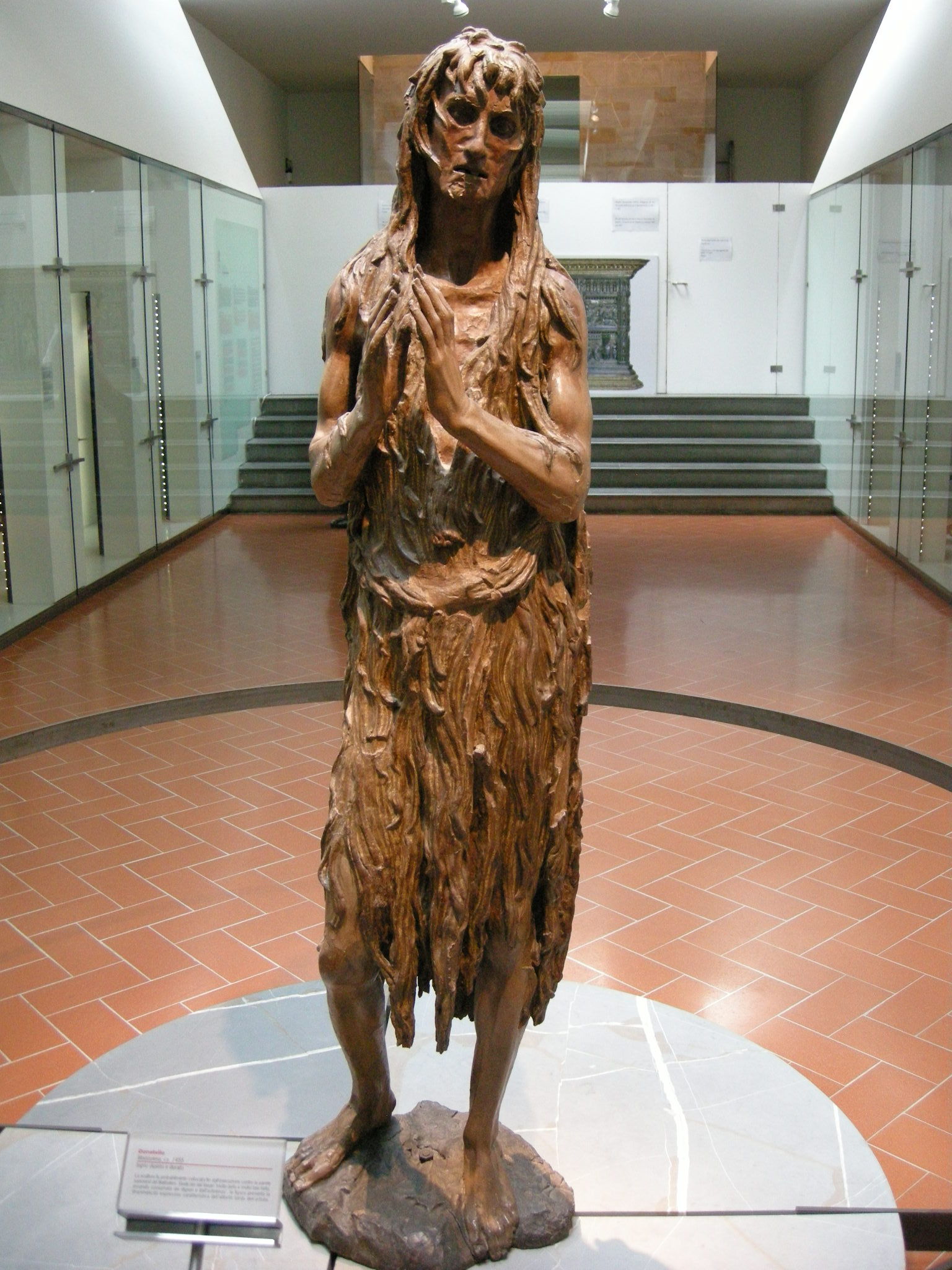
La Madeleine, 1453-1455, bois polychrome, 188cm, Museo dell'Opera del Duomo, Florence

En 1454, Donatello est de retour à Florence et, malgré un voyage de deux ans à Sienne (1457-1459), le sculpteur finit sa vie dans sa ville natale. Bien qu’assez âgé, il continua à sculpter, même si l’on ne peut pas dire précisément quelles sont les parties de ses œuvres dues à des membres de son atelier. Les œuvres de sa dernière période sont marquées par une très grande expressivité « une concentraction sans compromis sur les aspects les plus dramatiques des personnages et des histoires de la Bible qu’on lui demande de représenter. ». On peut noter parmi ces œuvres La Madeleine en bois polychrome (1453-1455), « sorte de momie ambulante » où le visage est émacié à l’excès et le corps squelettique,. Le traitement des cheveux, qui sont, dans La Légende dorée, le dernier vêtement de la prostituée repentie semble s’inscrire dans des recherches sur les jeux de matières opposant la peau presque parcheminée à cette longue matière hirsute et rêche qui couvre le corps de la sainte. On retrouve cette réflexion dans le traitement de la peau de bête de son Saint Jean Baptiste pour la cathédrale de Sienne.

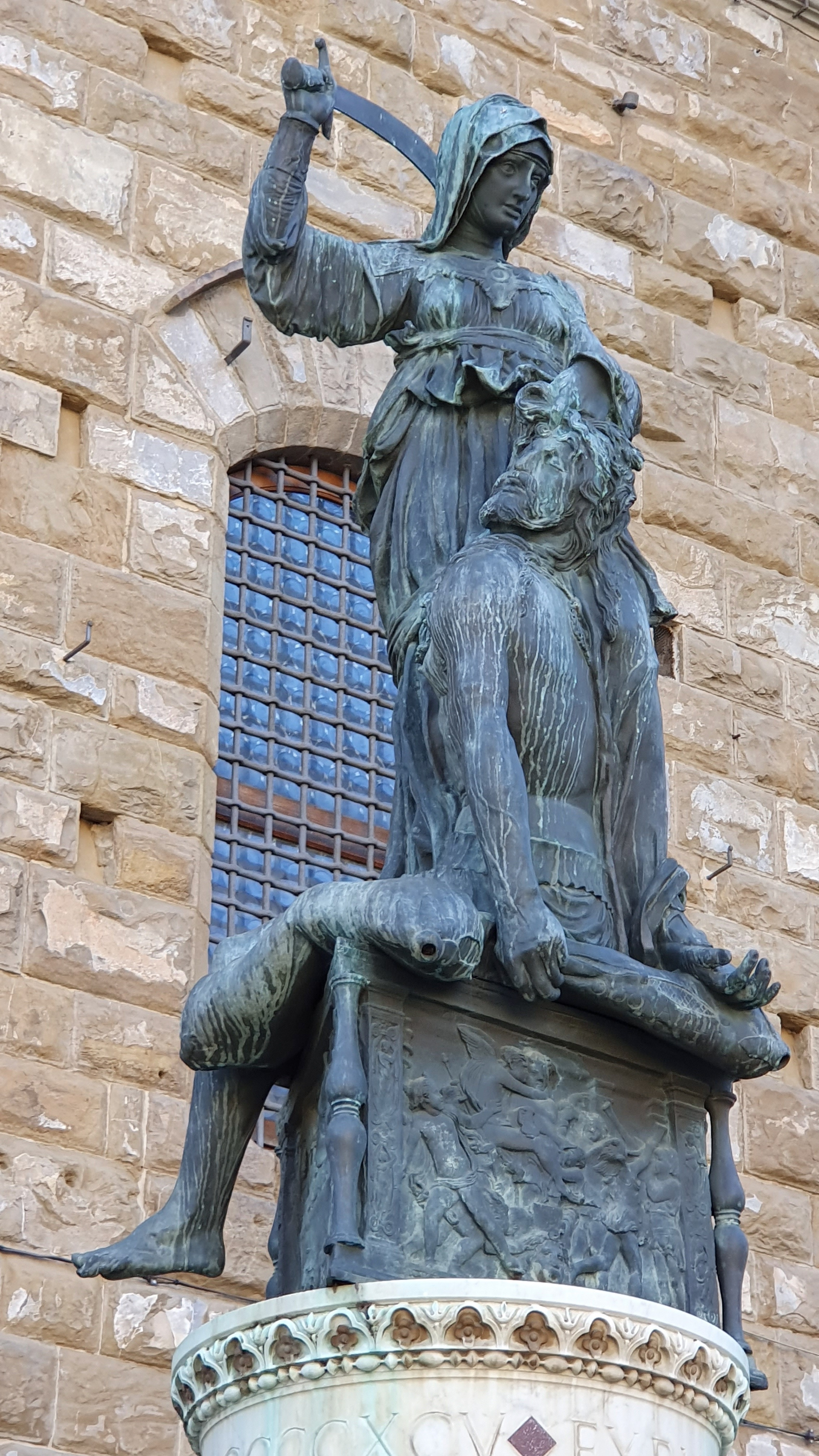
Judith et Holopherne, vers 1453-1457, bronze hauteur (sans le socle) 236cm, Palazzo Vecchio, Florence

Il réalisa entre 1453 et 1457 un groupe en bronze représentant Judith et Holopherne dont Vasari rapporte que l’artiste en était tellement fier qu’il le signa « Opus Donatelli »,. Le choix de l’instant juste avant la décapitation du général assyrien, ce moment où la jeune veuve demande à Dieu du courage est inhabituel pour l’époque et traduit davantage un symbolisme hiératique qu’une action réaliste, le général ivre et assoupi repose sur un coussin, les plis soulignant la lourdeur de son corps,.
Il consacra la fin de sa vie à travailler aux décorations des chaires de la Basilique de San Lorenzo. Malgré les critiques de ses contemporains et des défauts apparents dans la fonte et le travail des bas-reliefs de ces chaires, Donatello fit preuve d'une très grande inventivité dans la composition et dans les variations encore plus violentes du style des bas-reliefs de Padoue s’opposant très nettement au stil dolce (style doux) à la mode à Florence depuis le voyage de Donatello à Padoue. Cette opposition – qui a existé durant toute la carrière du sculpteur - entre les goûts de ses contemporains et les productions du maître l’a souvent fait qualifier « d'artiste libre » et d’avant-garde,,.

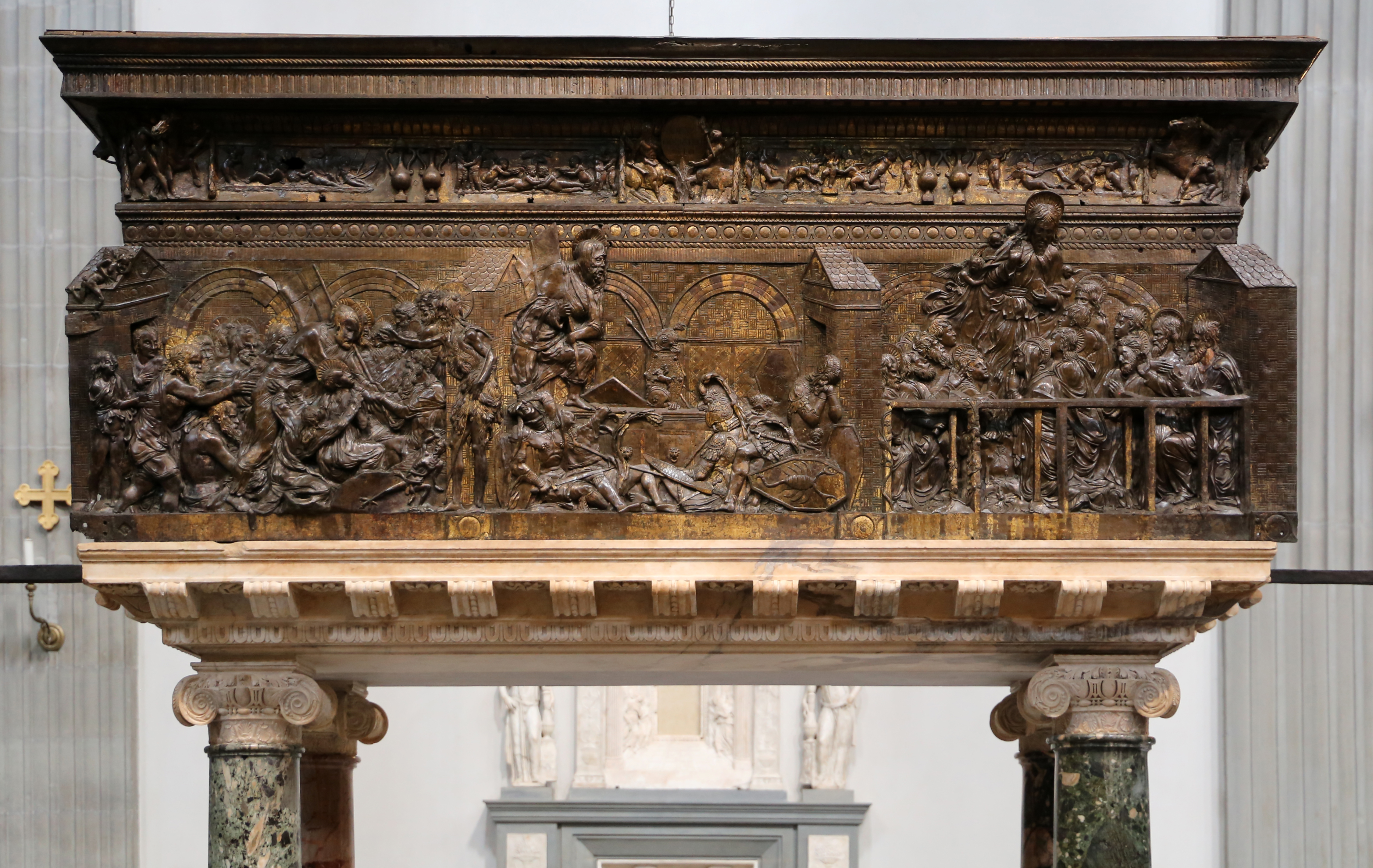
Chaire de la Résurrection, (détail) San Lorenzo
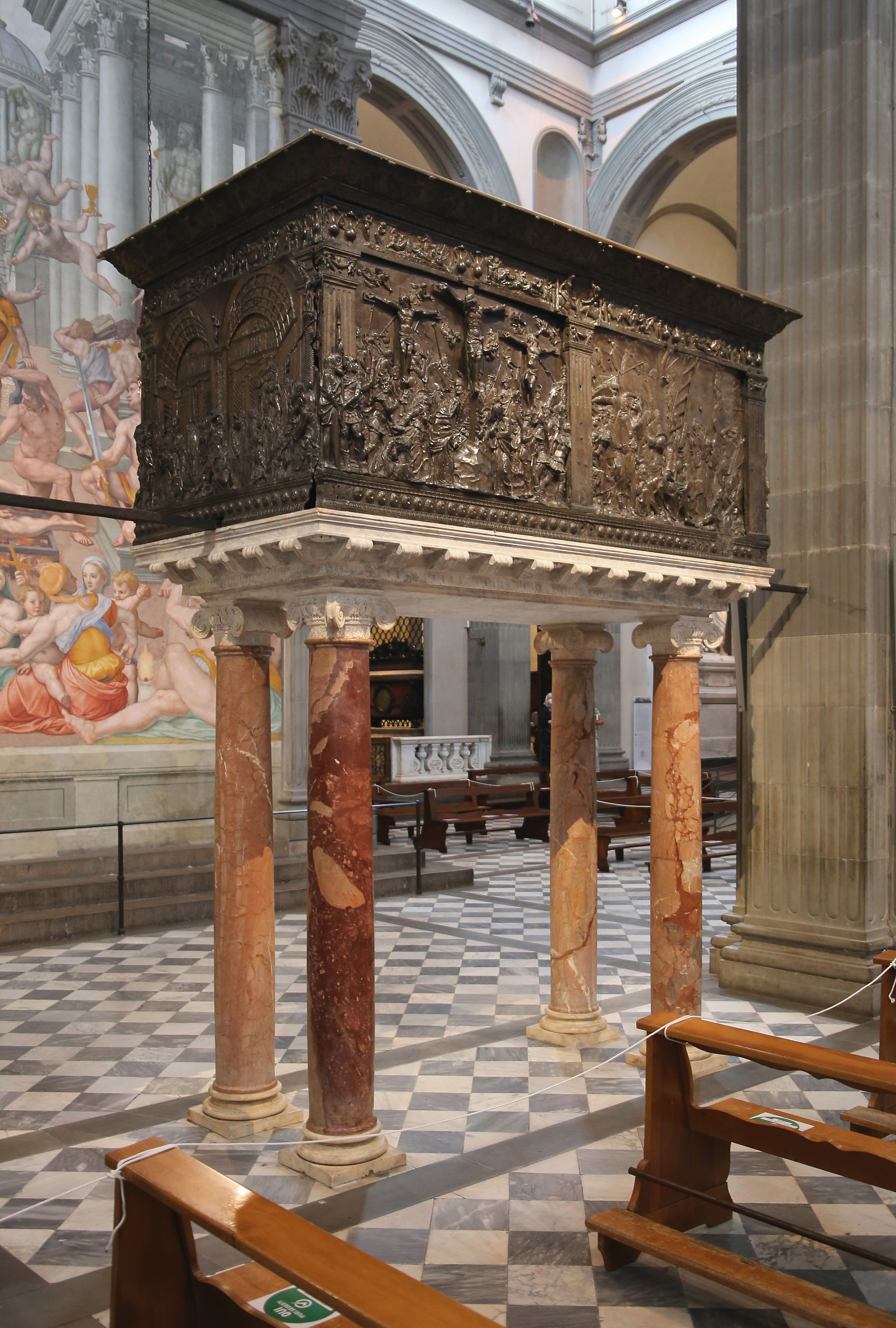
Chaire de la Passion, San Lorenzo
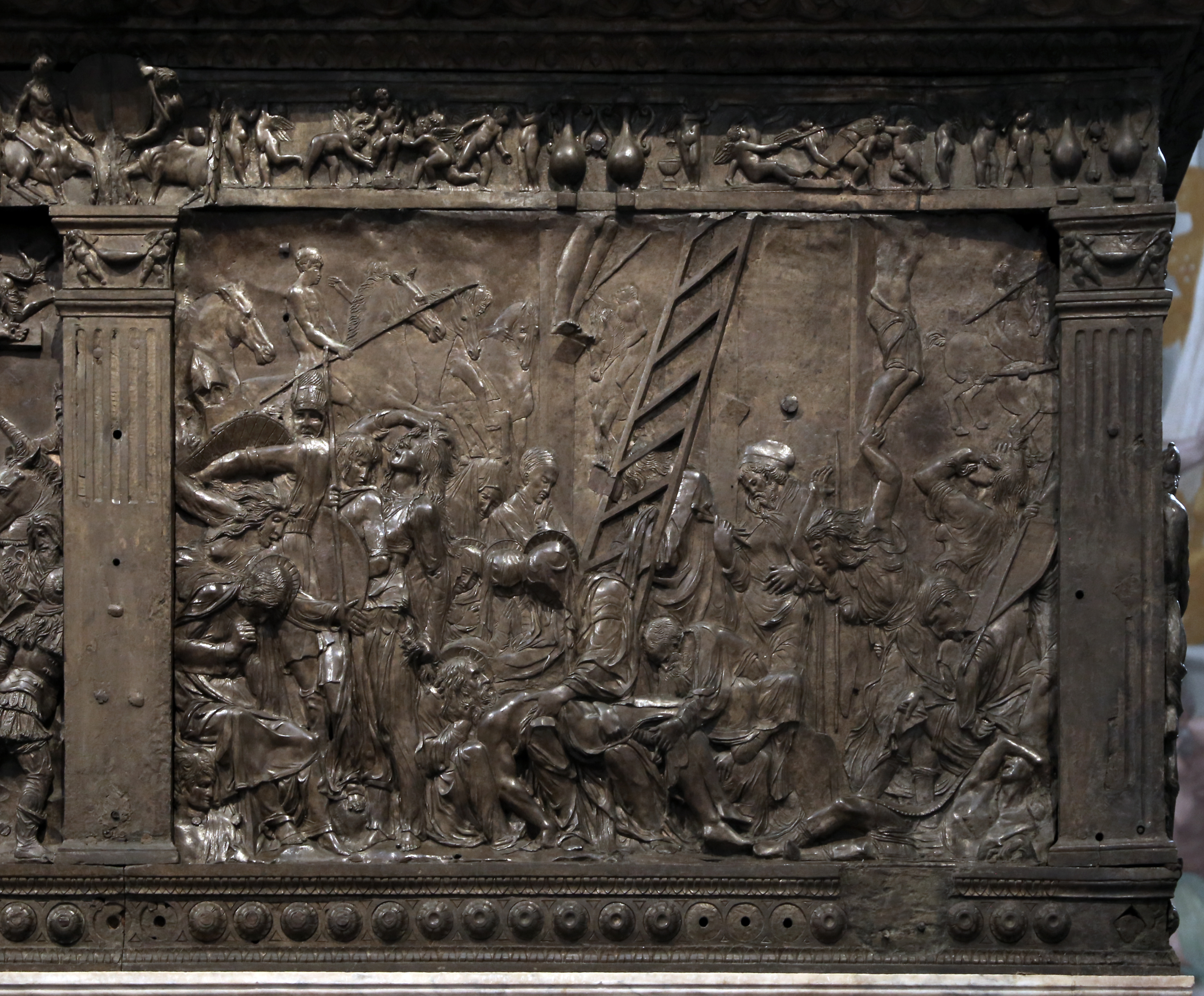
Déploration du christ (détail de la Chaire de la Passion)

### Vie privée
Les sources sur la vie et la personne de Donatello et ne sont pas toujours fiables. Giorgio Vasari, son principal biographe est né près d’un siècle après la mort du sculpteur. Même si nous avons un très grand nombre de documents se rapportant à l’œuvre de Donatello et à son atelier, on ne sait qu'assez peu de chose sur sa vie privée ou sa personnalité.
Il est décrit comme un personnage affable et généreux qui n’accordait pas beaucoup d’importance aux questions matérielles. Vasari rapporte des anecdotes témoignant de ces traits de caractère, il aurait ainsi renoncé à la propriété à la campagne que lui aurait légué Cosme de Médicis pour ses vieux jours parce qu’il éprouvait trop de difficultés pour administrer son domaine. De la même manière, Vasari raconte qu’il laissait une corbeille avec de l’argent à la disposition de ses apprentis,.
Un document fiscal de 1427, réalisé par Michelozzo, témoigne du fait que la mère, la sœur et le jeune neveu de Donatello, alors âgé de 41 ans, vivaient dans la maison de l’artiste. Donatello ne se maria jamais. Ce célibat ainsi que des nus masculins androgynes comportant parfois des connotations homoérotiques - notamment le David en bronze - ont contribué à faire penser que l’artiste était homosexuel,. Si des artistes italiens du Quattrocento étaient notoirement homosexuels et employaient dans leurs ateliers des jolis garçons probablement leurs amants, l’absence de documents empêche de se prononcer sur l'orientation sexuelle de Donatello.

## Principaux traits caractéristiques de son œuvre

### Techniques et matériaux
Comme le souligne Vasari, Donatello a, durant sa longue carrière, exploré la plupart des techniques existantes en sculpture à son époque :

« Il ne recula devant aucune espèce d’entreprise, sans regarder si elle lui apporterait de grands ou de petits profits. Cette prodigieuse variété d’ouvrages en ronde-bosse, en demi-relief, en bas-relief et en très-bas-relief, fut extrêmement utile à l’art. »

Si la majorité des œuvres conservées de Donatello sont des bronzes et des marbres, de nombreux autres matériaux moins durables ont été utilisés comme le stuc, la terre cuite ou encore le bois. Donatello n'a donc jamais complètement abandonné la sculpture polychrome. Il semble que Donatello, comme de nombreux autres sculpteurs du Quattrocento, ait réalisé des œuvres de circonstance dans des matériaux éphémères tels que le papier mâché, la toile encollée, etc. Si l'on n'a que très peu de documents sur ces sculptures qui n'étaient pas destinées à durer, on ne peut nier l'importance qu'elles eurent pour le sculpteur comme pour ses contemporains. Vasari près d'un siècle après la mort de l'artiste (et de ces œuvres éphémères) cite quelques-uns de ces travaux :

### La prise en compte de la position du spectateur

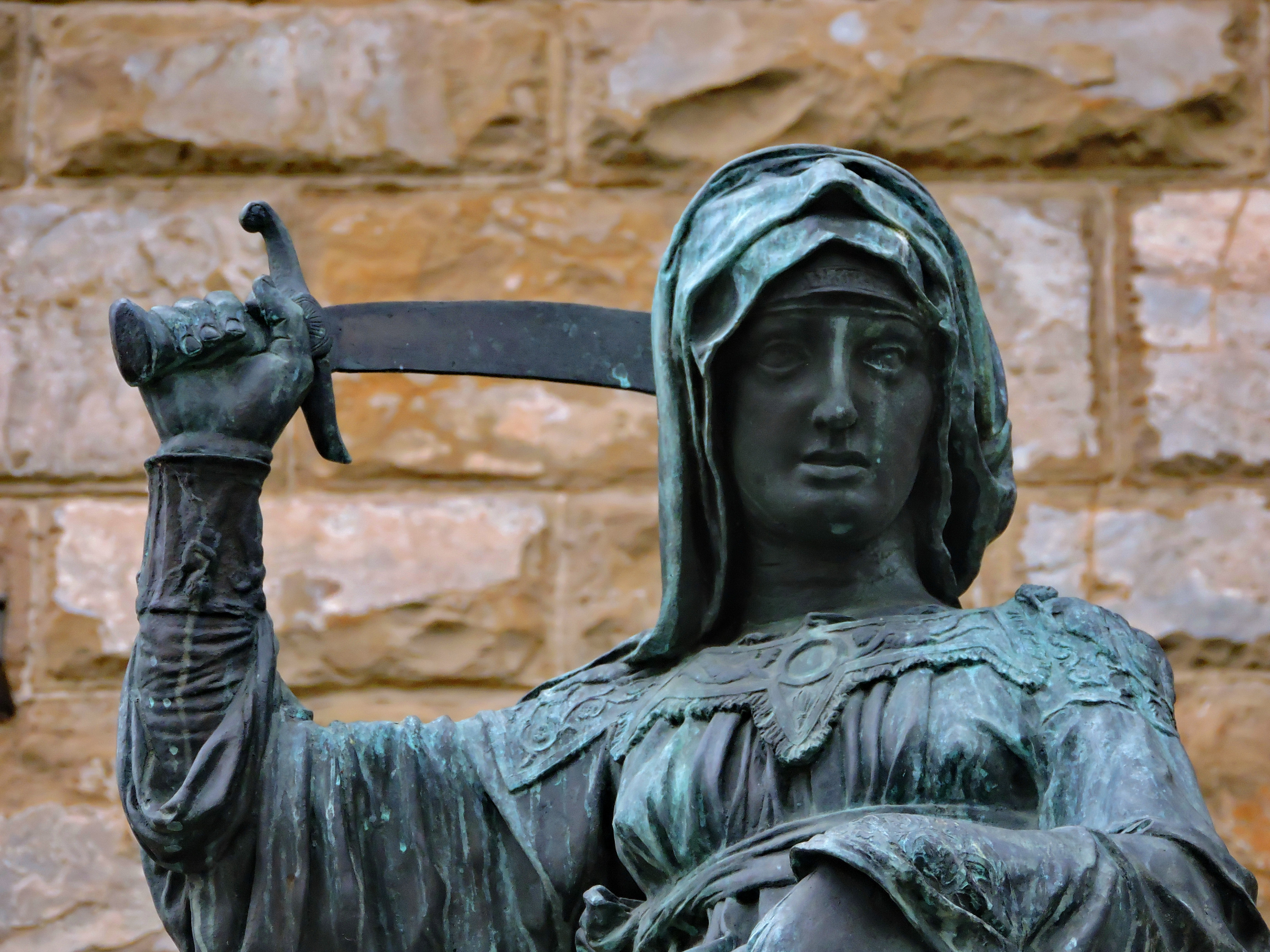
Judith et Holopherne, Florence, détail du visage penché vers le spectateur

Les œuvres de Donatello s'imposent tant par leur occupation de l'espace, que par le rendu des attitudes et des expressions. Vasari souligne cette attention de l'artiste à la place qu'occuperont les statues dès leurs conceptions :

« Que d’ouvrages, admirables dans l’atelier, produisent un effet pitoyable dès qu’on les change de place, et même dès qu’on les soumet à un autre jour ! Donato, au contraire, préparait toujours ses figures de telle sorte qu’elles gagnaient à sortir de l’atelier. »

Dès ses premières œuvres comme les Prophètes du Campanile de Florence, il tient compte de la hauteur du socle des statues par rapport au public. Pour rapprocher ses statues du public, il incline souvent les visages vers le bas, afin que le spectateur voit toutes les expressions du personnage représenté. La statue de Judith et Holopherne à Florence semble représentative de cette prise en compte de la position du spectateur afin de donner davantage d'individualité au personnage.

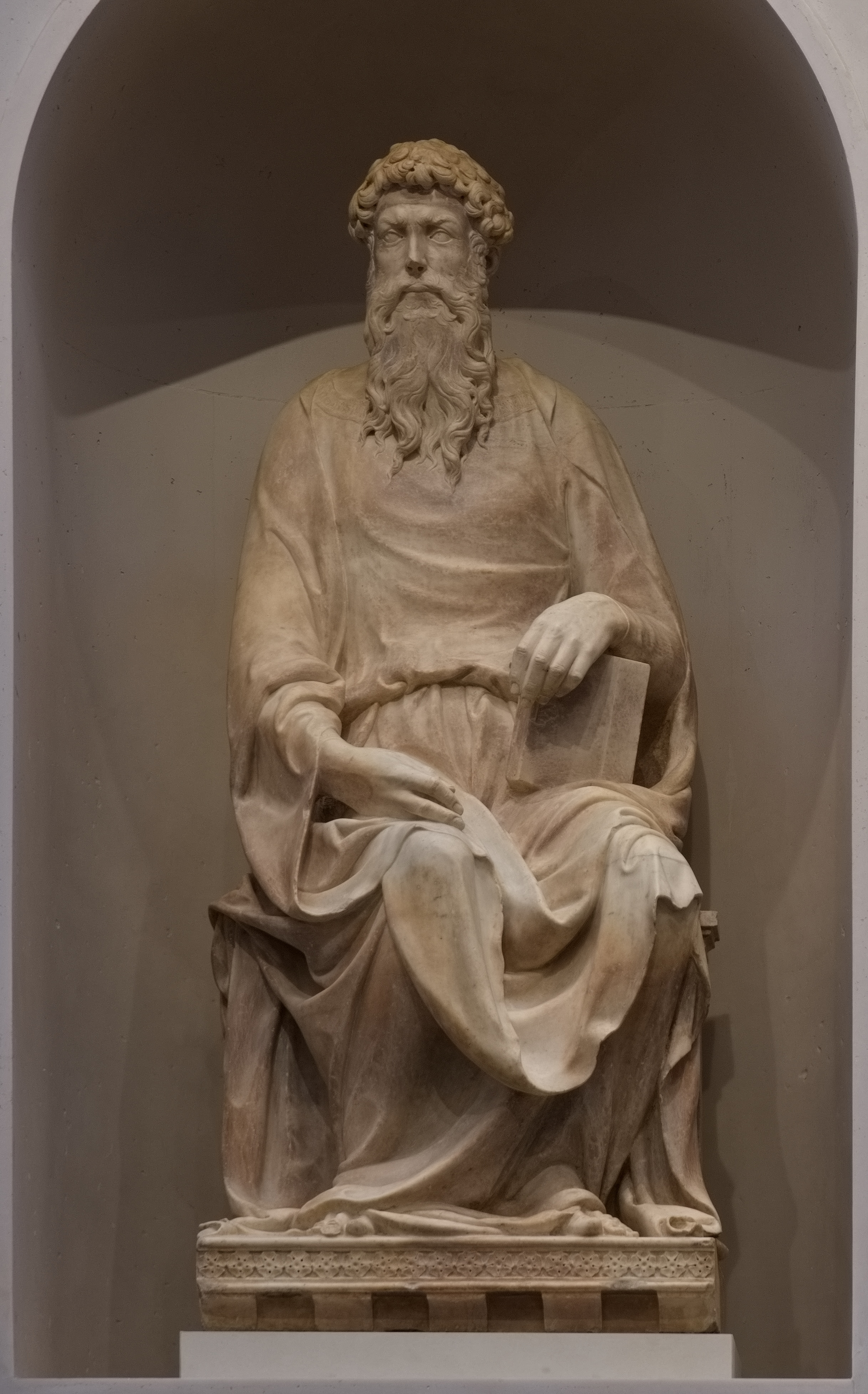
Saint Jean l'Evangéliste, Florence Museo dell'Opera del Duomo, 1408-1415, Marbre, 2,10x0,88x0,54 m.

De plus, il déforme les proportions des corps de telle manière à ce que, de l'endroit où se trouve le spectateur, ces déformations soient en partie compensées par les raccourcis du regard. Si ce procédé n'est pas nouveau, Donatello apporte de nombreuses innovations techniques pour contribuer à ce que le corps représenté semble le plus harmonieux possible pour le spectateur. Par exemple, sa statue de Saint-Jean l'Evangéliste assis se situe légèrement au dessus du niveau de l'œil, dans une niche flanquant la porte ouest de la cathédrale de Florence, aussi, Donatello agrandit les dimensions de la partie haute du corps et allonge le cou pour que le visage soit vu plus distinctement. Afin de cacher la transition maladroite entre la tête et les épaules qu'entrainerait cette déformation, il choisit de représenter l'Evangéliste avec une longue barbe. Les mains, pour un souci d'expressivité, - ce qui est caractéristique de toute son œuvre - sont elles aussi agrandies.

### L'attention portée au mouvement
Afin de rendre ses statues plus dynamiques elles sont souvent en contrapposto, c'est-à-dire que la masse n'est pas répartie selon un axe vertical, mais qu'elle suit la courbure serpentine du corps. On voit par exemple dans son David que la masse repose sur la jambe droite tandis que la jambe gauche est posée négligemment sur la tête de Goliath : la courbure du corps accentue la désinvolture du jeune homme et crée un contraste entre la fluidité du jeune homme et la violence de la scène. Le sculpteur fait aussi souvent légèrement dépasser les pieds des personnages représentés de leurs socles afin que le mouvement de celui-ci semble sortir de l'espace des niches - où étaient traditionnellement placées les statues - vers le monde réel comme dans le Prophète barbu.
Ernst Gombrich souligne que cette gestion de l'image innovante rompt avec la statuaire gothique où les statues étaient souvent cachées ou en hauteur et peu visibles dans les cathédrales et « semblaient des êtres d'un autre monde ». Donatello, lui fait des sculptures « prenant solidement appui sur leurs bases ».

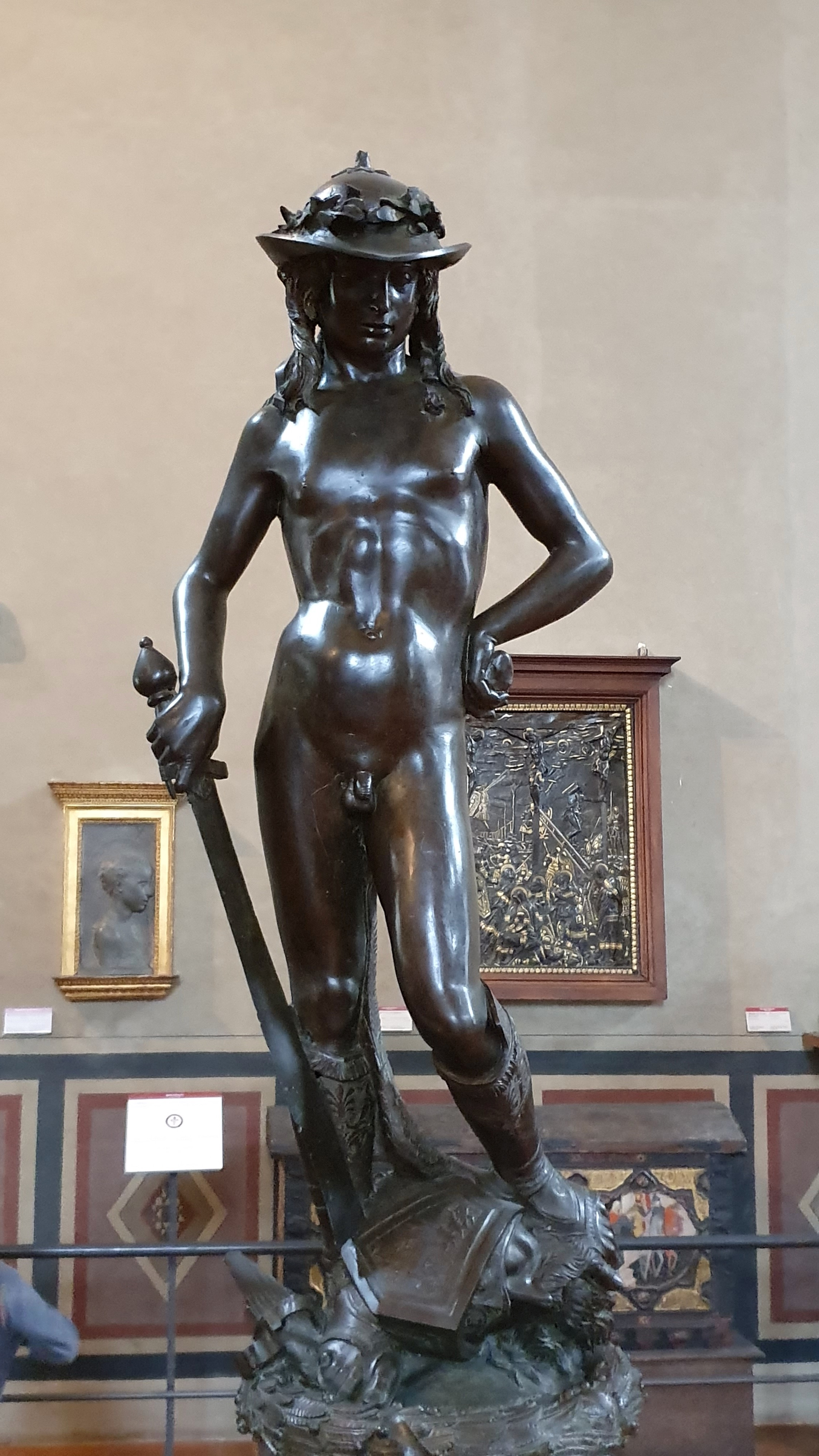
David de Donatello, bronze, H : 158cm, Florence (de face)
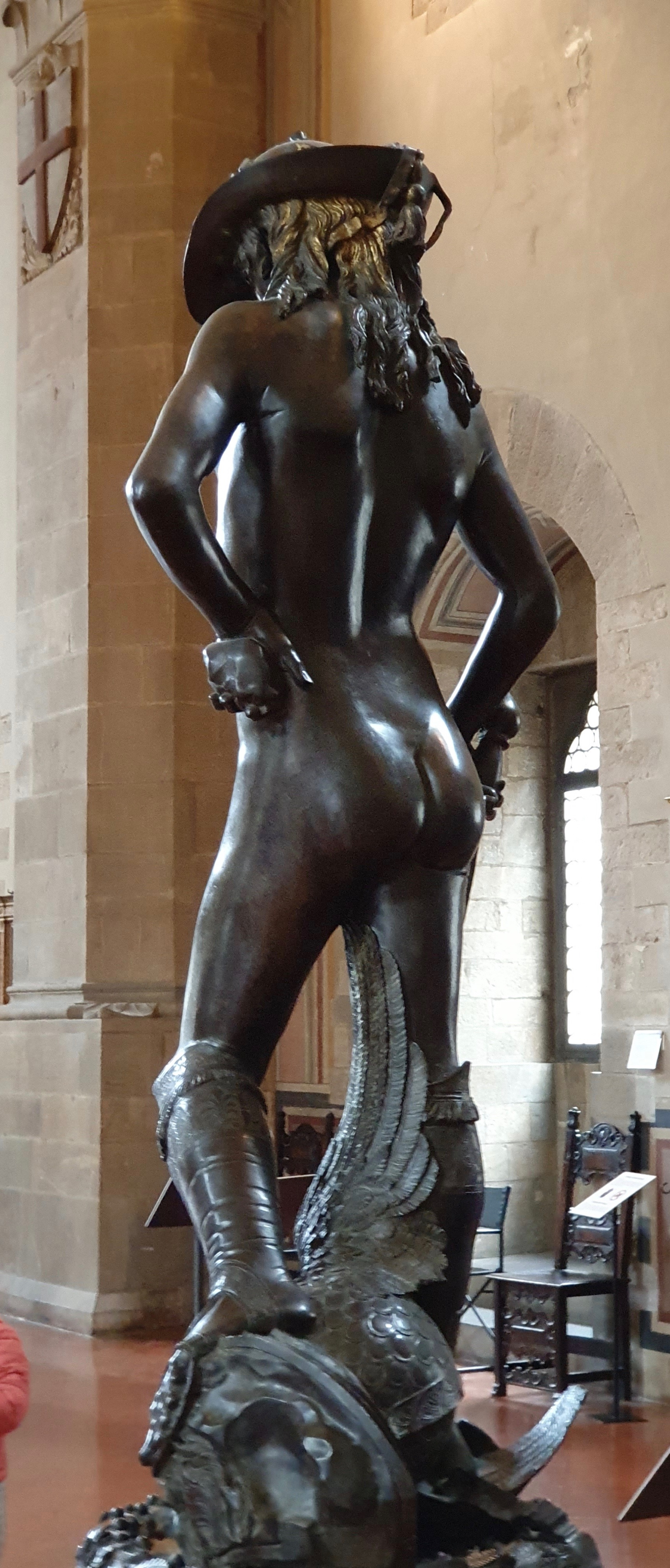
David de Donatello (de dos)

### L'attention aux détails corporels et à l'expressivité des émotions

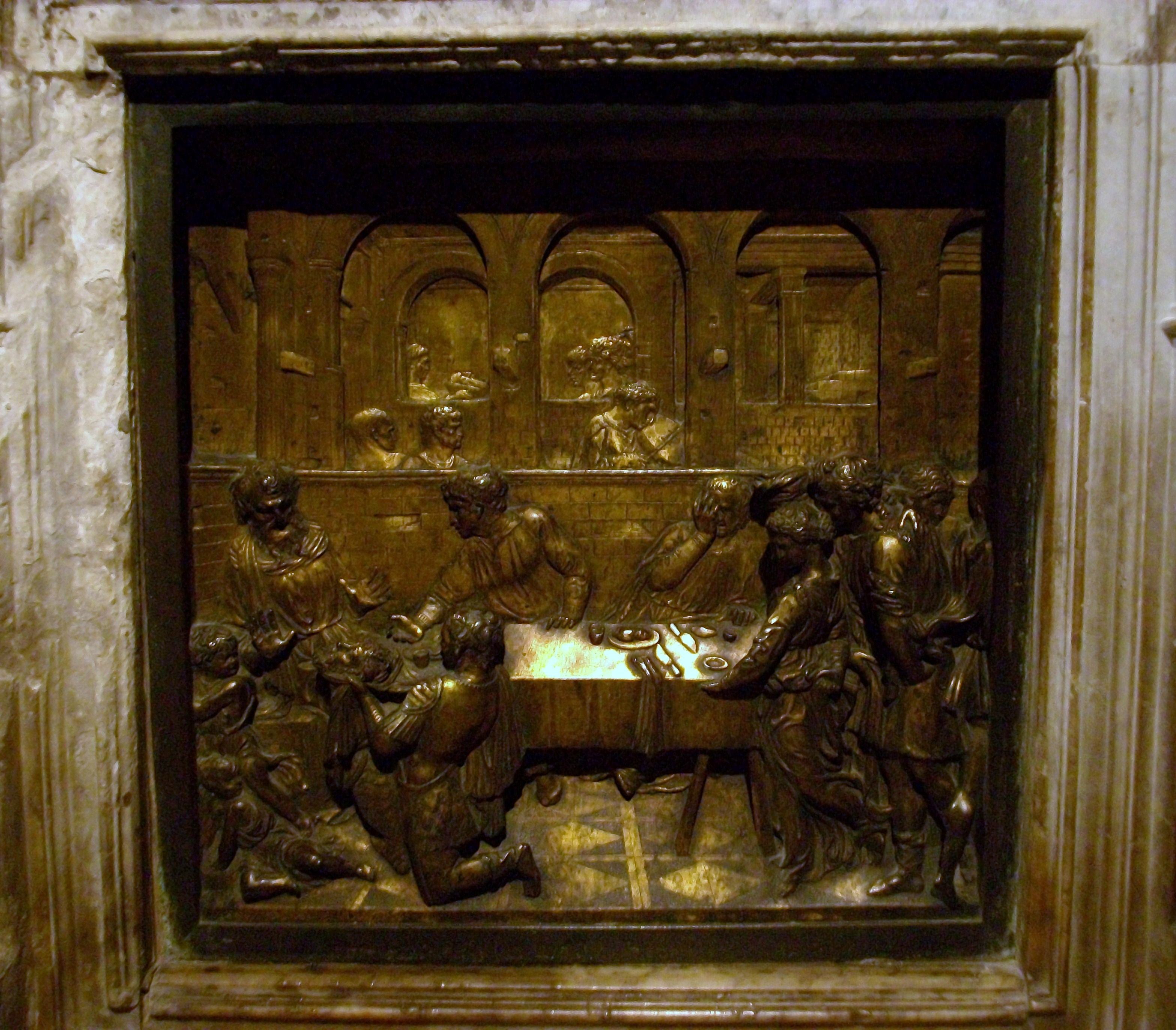
Le Festin d'Hérode (1423-1427) bas-relief en bronze, 60x60cm. Fonts baptismaux de la cathédrale de Sienne.

Donatello s'attache dans toute son œuvre à « une observation neuve et vigoureuse de la nature » que l'on retrouve dans la représentation des diverses parties du corps humains à la manière des Grecs et des Romains. Le bas-relief représentant Le Festin d'Hérode semble représentatif de cette volonté de substituer à l'arrangement clair des figures caractéristique de la statuaire gothique, la représentation du « désordre d'un instant dramatique.» Gombrich décrit le bas-relief ainsi :

« C'est la scène dramatique où Salomé, fille du roi Hérode, obtient la tête du Saint qu'elle avait demandée pour prix de sa danse. Nous voyons la salle du banquet avec, dans le fond, la galerie des musiciens et toute une enfilade de salles et d'escaliers. Le bourreau vient d'entrer ; il porte la tête du saint sur un plateau et s'agenouille devant le roi. Hérode recule et écarte les mains en un geste d'horreur. (…) Les invités s'écartent laissant un grand vide autour de la reine. L'un d'eux porte la main devant ses yeux ; d'autres se sont rapprochés de Salomé dont la danse semble s'immobiliser. (…) Les gestes sont même violents et le sculpteur n'a pas essayé d'atténuer l'horreur de la scène. »

### L'antiquité gréco-romaine comme source d'inspiration

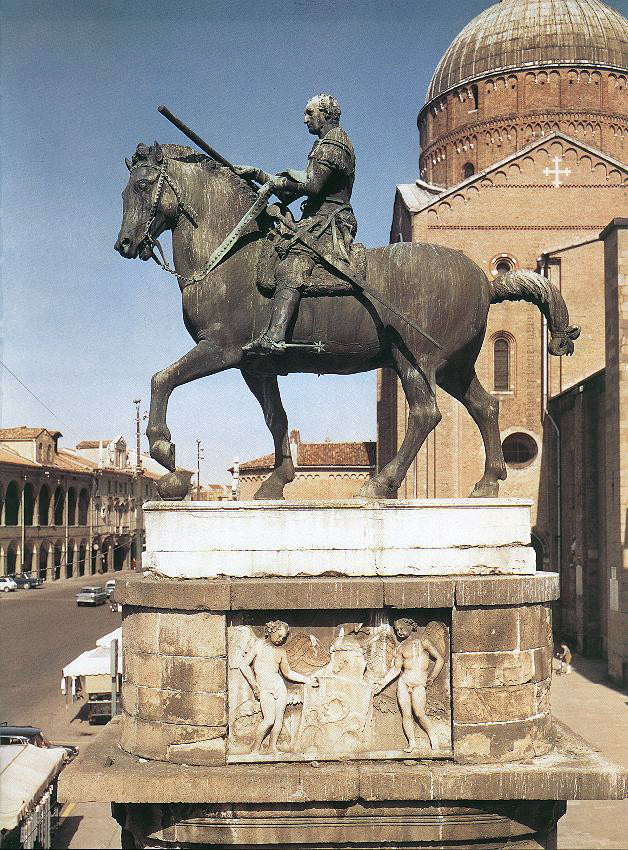
Statue équestre à Guattamelata, Piazza del Santo à Padoue en Italie, par Donatello.

Giorgio Vasari présente Donatello comme un grand admirateur de la statuaire antique. Etant à Rome avec Brunelleschi : 
Gombrich nuance cette idée que l'attention portée aux détails, à l'anatomie et à l'expressivité des personnages viendraient exclusivement des modèles antiques. Il souligne que c'est sans doute à cause d'une préoccupation pour la représentations de ces détails réalistes que Donatello se serait intéressé à la statuaire gréco-romaine et non l'inverse.
La redécouverte du nu, dont le David en bronze est le premier nu grandeur nature de la Renaissance, est elle aussi une des marques de l'influence de l'Antiquité sur le sculpteur. À la suite de Donatello et d'autres artistes contemporains, tout le Quattrocento s'attachera à réinventer le nu en peinture comme en sculpture. Il renouvelle aussi renouvelle la tradition romaine du monument équestre avec la statue équestre du Gattamelata à Padoue sur la Piazza del Santo (1446-1453).

### Des expérimentations dans le domaine des bas-reliefs
Vasari décrit Donatello comme étant « le premier qui ait su bien employer les sujets traités en bas-reliefs » et il souligne ses particularités :

« Ses bas-reliefs sont traités avec tant de science qu’ils transportent d’étonnement tous les hommes du métier, quand ceux-ci considèrent la beauté et la variété des compositions, qui sont remplies d’une foule de personnages pleins d’originalité et de différentes grandeurs, suivant la perspective. »

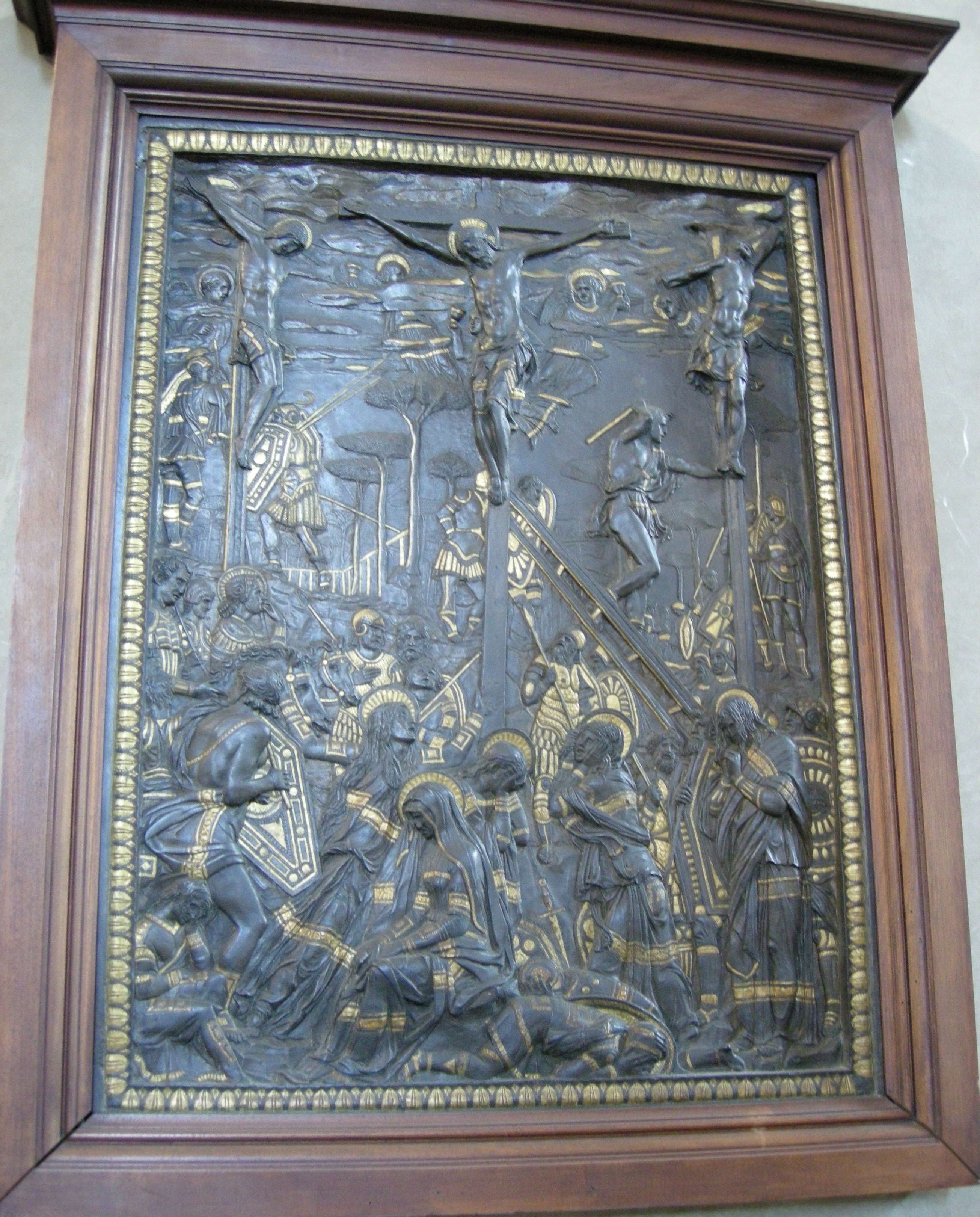
Crucifixion, (1450-1455), bronze, damasquinage d'argent et de cuivre doré,, Musée national du Bargello, Florence.

C'est grâce à sa maîtrise et à ses diverses expérimentations que Donatello s'est illustré dans cette techniques. On voit par exemple dans la Crucifixion une utilisation d'incrustations d'argent et de cuivre doré pour rendre le récit plus lisible et pour rendre avec davantage de précision la foule de personnages pris dans un enchevêtrement de boucliers, de lances et d'armures rappelant certaines scènes de bataille antiques. De la même manière, les incrustations d'argent et de cuivre doré donne à la partie supérieure du ciel davantage de lisibilité : les anges, les nuages et les trois crucifiés se superposent avec une grande attention portée aux détails du visage, aux gestes et au caractère dramatique de la scène.
Les innovations de Donatello dans le domaine du bas-relief ont grandement influencé l'art européen dans ce domaine. Le point de départ de ces innovations se trouve sur le relief du socle de sa statue de saint Georges pour Orsanmichele. Si on le compare au relief du socle des Quattro Santi Coronati de Nanni di Banco, créé environ un an plus tôt, on peut voir la rupture radicale avec les conceptions antérieures du bas-relief. Tandis que Nanni aligne quatre tailleurs de pierre et leurs œuvres dans un haut-relief sans distinction des différents plans dans l’espace, Donatello parvient à introduire de la profondeur dans son relief en employant les principes, récemment inventés par Brunelleschi, de la perspective géométrique. Si le théâtre de l’action (la lutte de saint Georges contre le dragon) est apparemment rétréci par des raccourcis perspectifs des deux côtés, l’espace de la scène semble s'élargir en profondeur parce que les différents éléments, grâce à la perspective, esquissent un paysage en arrière-plan. En écrasant les personnages du premier plan et en ne faisant qu'ébaucher l'arrière-plan qui est de moins en moins distinct, la transition entre l'espace réel et l'espace imaginaire est moins abrupte.

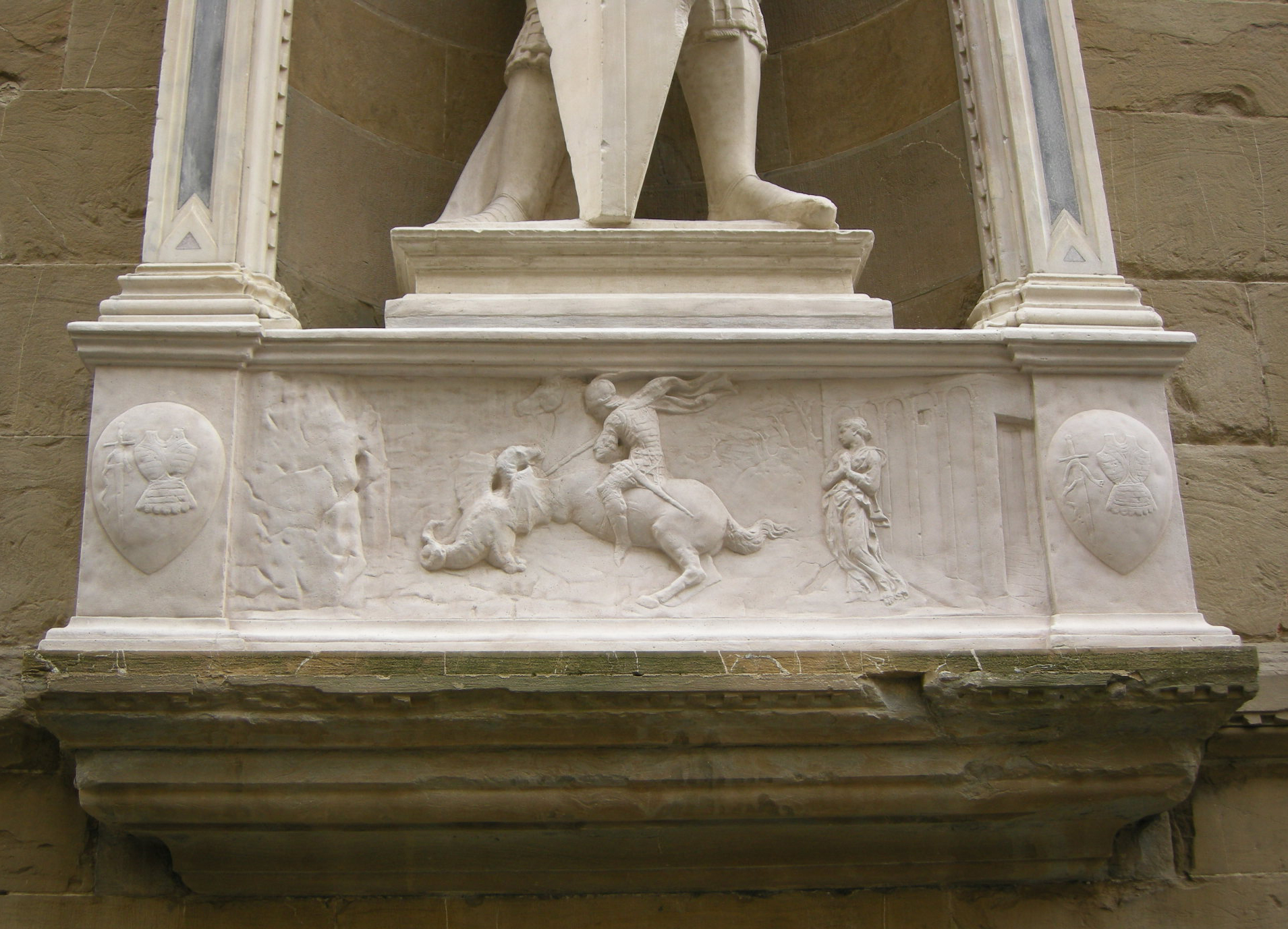
Relief sur le socle du Saint Georges de Donatello (1415-1417) dans l'église d'Orsanmichele.

La nouvelle technique de relief, qui produit cet effet d’optique, est ce qu’on appelle le Stiacciato ou schiacciato, c’est-à-dire le relief « écrasé » ou « plat ». Cette technique permet une plus grande dramatisation du récit comme dans le Salomé ou le festin d'Hérode (vers 1435). Sur ce panneau de marbre de taille modeste (50 x 71,5 cm), Donatello met en scène différents moments du récit biblique : le festin, la danse de Salomé, l'arrestation de saint Jean, etc. Pas moins de neuf plans sont visibles, de la jeune femme assise sur le banc au premier jusqu'au dernier plan qui représente une architecture. Cette sculpture montre la précision du travail de Donatello, qui a su donner une grande profondeur à son œuvre en utilisant les théories contemporaines sur la perspective et l'architecture de son ami Brunelleschi.

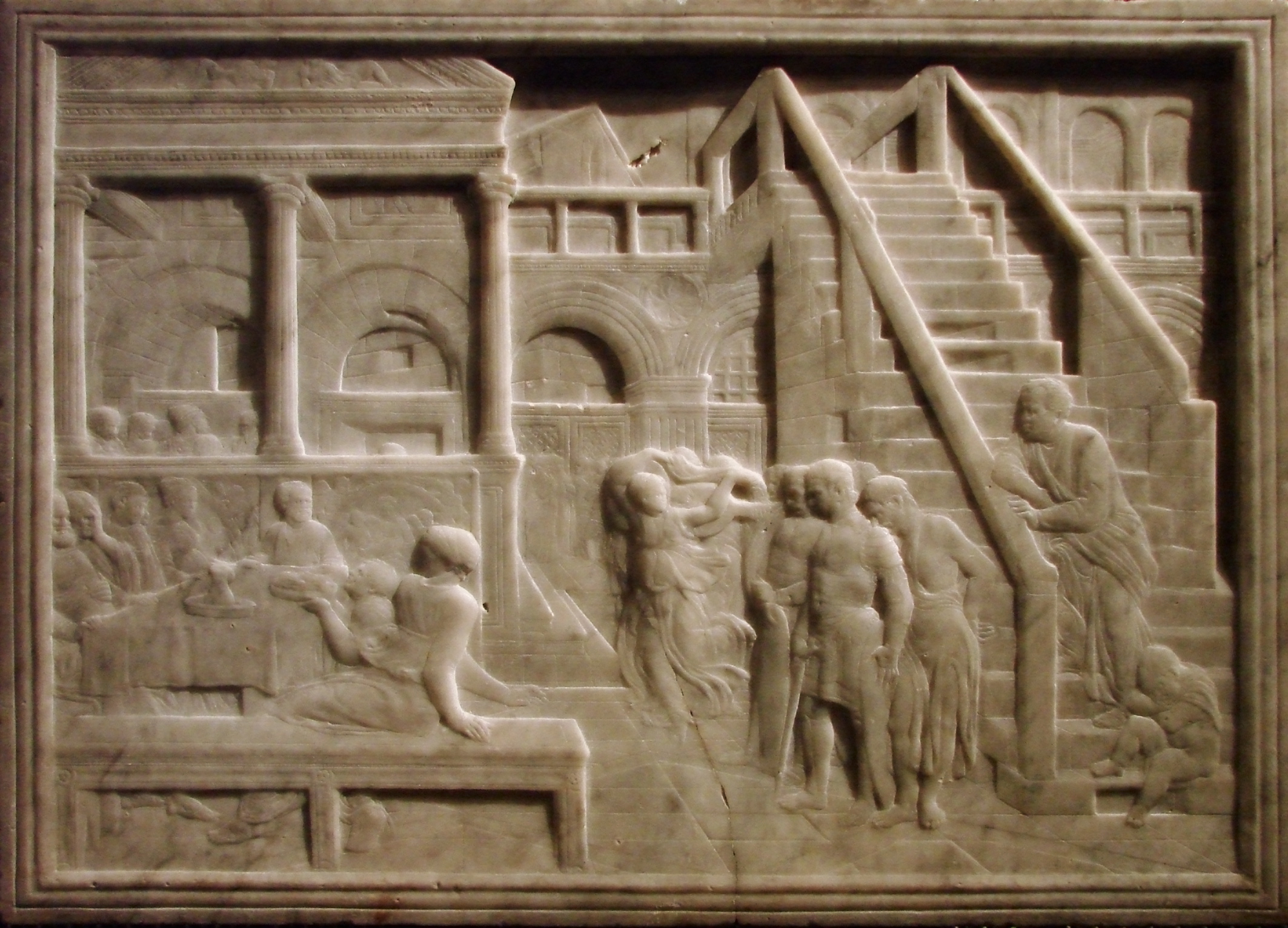
Salomé ou le festin d'Hérode, Palais des beaux-arts de Lille (vers 1435), 50 x 71,5 cm

## Exposition de ses œuvres

### Florence

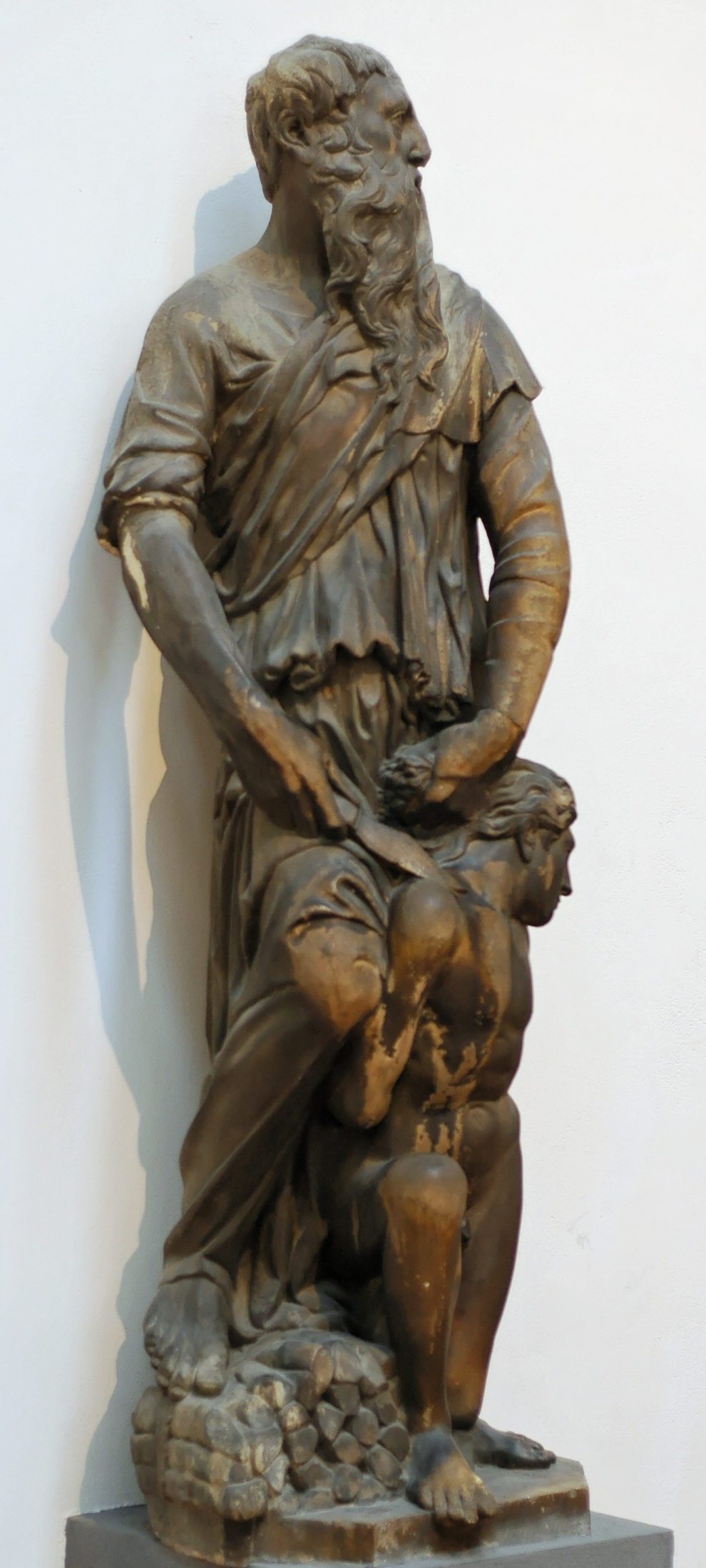
Abraham prêt à sacrifier Isaac - Marbre, musée de l'Œuvre du Dôme

La plupart des œuvres de Donatello se trouvent à Florence.
- Museo dell'Opera del Duomo
  - Habacuc (surnommé lo Zuccone, « la grosse courge », à cause de la calvitie du personnage représenté)
  - Madeleine pénitente, (1453-1455)
  - Prophète, statue, (1406-1409)
  - Saint Jean l’évangéliste, marbre, (1410-1411)
  - Cantoria de Donatello, (1433-1439)
  - Le Sacrifice d'Isaac, groupe, (1408-1421)
  - L'Homme pensif, statue, (1408-1421)
  - Prophète imberbe, statue, (1408-1421)
  - Christ Rédempteur encadrés de deux prophètes, groupe, Simone di Francesco Talenti et Donatello, (1410-1431 )

- Musée de l'Œuvre de Santa Croce
  - Saint Louis de Toulouse, 1422-1425, bronze doré, argent, émaux et cristaux de roche, 285 x 101 x 78 cm[83].
- Église de Santa Croce
  - L'Annonciation Cavalcanti.

- Église d'Orsanmichele
  - Niche du parti guelfe
  - Saint Georges, (1416) commandité par l'Arte dei Corazzai e Spadai (Corporation des Armuriers)

- Palazzo Vecchio
  - Judith et Holopherne

- Musée national du Bargello
  - Saint Georges et le dragon, vers 1417, marbre, 50 × 172 × 21,5 cm[83]
  - David en marbre
  - David en bronze (compositions très différentes)
  - Buste de Niccolò da Uzzano, en terre cuite peinte, vers 1432
  - Crucifixion, 1450-1455, bronze, 93 x 70 cm

### Pise
- Buste-reliquaire de saint Rossore, vers 1424-1427, bronze fondu ciselé, doré et argenté, 56 × 60,5 × 37 cm, Musée national San Matteo[83].

### Naples
- Tête de cheval dite Protomé Carafa, vers 1455, bronze, 176 × 182 × 140 cm, Musée archéologique national de Naples.

### Citerna
- Madonna di Citerna, église San Francesco, Citerna

### France
- Salomé ou le festin d'Hérode, vers 1435, marbre, 50 × 71,5 cm, palais des beaux-arts de Lille.
- Spiritello de la cantoria du Duomo de Florence, 1439, bronze avec traces de dorure, base en marbre, 60,5 × 41 × 24 cm, Collection Institut de France, musée Jacquemart-André, Paris[83].
- Vierge et l'enfant, vers 1445, haut-relief, terre cuite polychrome, 102 × 74 cm, musée du Louvre, Paris

Attribué : Madonne Piot, vers 1440 ou vers 1460, terre cuite polychrome, Paris, musée du Louvre

### Allemagne
- Vierge et l'enfant (Madone Pazzi), vers 1420-1425, marbre, 74,5 × 73 × 6,5 cm, Musée de Bode, Berlin[83]
- Vierge au Manteau, vers 1415, terre cuite, Bode-Museum, Berlin
- Vierge aux Chérubins, vers 1440, terre cuite, Bode-Museum, Berlin
- Crucifixion, vers 1450, stuc, Bode-Museum, Berlin
- Putto (provenant des Fonts baptismaux de la cathédrale de Sienne), 1427-29, Bode-Museum, Berlin
- Vierge à l'Enfant, terre cuite, Bode-Museum, Berlin
  - Vierge à l'Enfant (bozzetto), terre cuite, Bode-Museum, Berlin
- David, vers 1460, bronze, Bode-Museum, Berlin
- Baptême du Christ, vers 1430, marbre, Bode-Museum, Berlin

### Angleterre
- La Vierge et l'enfant et quatre anges (en) ou La Madone Chellini, vers 1450 (1456), bronze partiellement doré, Victoria and Albert Museum, Londres[84]
- Le Christ mort porté par deux anges, vers 1440, marbre, Victoria and Albert Museum, Londres
- Vierge et l'Enfant (Dudley Madonna), vers 1435, marbre, Victoria and Albert Museum, Londres
- Lamentation sur le Christ mort, v. 1455-1460, bronze, Victoria and Albert Museum, Londres

### Russie
- La Flagellation, marbre, vers 1425-30, Musée Pouchkine, Moscou, anciennement à Berlin, Kaiser-Friedrich-Museum
- Saint Jean-Baptiste, bronze, vers 1430, Musée Pouchkine, Moscou, anciennement à Berlin, Kaiser-Friedrich-Museum

### États-Unis
- Œuvres exposées à la National Gallery of Art, Washington D.C., sculptures
  - Bacchante, bronze
  - Christ mort tenu par des anges
  - Angelot jouant, bronze
  - Saint Jérôme, bronze
  - Satyre, bronze

## Exposition muséographique
Liste non exhaustive
- Musée du Louvre - Le Corps et l'Âme. De Donatello à Michel-Ange. Sculptures italiennes de la Renaissance - 22 octobre 2020 – 21 juin 2021[85]
- Château des Sforza#Les collections, Milan. Exposition : Donatello - sculptures italiennes de la Renaissance, organisée par le Musée du Louvre et la Ville de Milan - Surintendance du Castello Sforzesco, où elle sera présentée du 21 juillet au 24 octobre 2021.

#### Bandes dessinées
- (it) Guglielmo Favilla et Alessandro Balluchi, Donatello, 64 p. (ISBN 978-8-8984-3914-0)